# 廣大興28號事件
廣大興28號事件，又稱廣大興事件、廣大興案，是2013年5月9日在巴林坦海峽的中華民國及菲律賓兩國主張之專屬經濟海域重疊區域上菲律賓海巡署東北呂宋島海巡區（CGD NELZN）暨漁業及水產資源局（BFAR）公務船（編號：MCS-3001）與臺灣屏東縣琉球鄉籍的漁船「廣大興28號」的海上衝突事件，菲律賓公務船人員使用機槍及步槍對廣大興28號掃射，當場造成廣大興28號船長洪石成身亡及船上漁民受輕重傷，船身留下52處彈孔，事件消息傳回臺灣後一度造成臺灣政府與人民震怒並導致中華民國與菲律賓之間的外交關係緊張。

## 背景
- 2002年4月，台灣屏東縣籍漁船「滿吉財三號」船長遭菲律賓扣押1年6個月，繳付罰金後獲得釋放。[10]
- 2004年，台灣屏東縣東港籍漁船「成福利號」在菲律賓北方巴丹群島海域遇劫，一艘菲律賓武裝艦艇以機關槍向成福利號掃射，導致船長王保生因身中數槍，當場死亡。[11]
- 2004年4月，台灣屏東縣琉球籍「興億福號」漁船因機件故障漂流至菲律賓巴丹島領海海域擱淺，結果遭島上居民以石塊及開槍攻擊，興億福號也被洗劫一空，台灣海巡署接獲船長陳隆泰求救訊息後，派出「花蓮艦」馳援。最終船上6名船員成功獲救。[10][12]
- 2006年1月5日，台灣臺東縣籍漁船「滿春億號」在巴丹島東南方約500公尺處海域作業時，遭到菲警朝駕駛艙以M14和M16步槍連續掃射，導致船長陳安老右大腿動脈中彈，失血過多死亡，胞弟陳明德臀部中彈受傷。[13]

台灣南方、菲律賓北方的巴士海峽及巴林坦海峽海域具有豐富的高經濟價值鮪類資源，臺灣漁船時常前往作業。近幾年菲律賓人也開始捕捉，因此菲國公務船更嚴格執行驅趕臺灣漁船的作業。此案非單一事件，歷年來在爭議內海域捕魚的台灣漁船屢遭菲律賓公務船扣押、勒索，船員遭扣留、虐待與殺害，均由船主或漁船船員家屬私下尋求管道處理，間有遭第三方人士詐騙情事傳出。此次事件首度受到台灣國內輿論廣泛重視，以及由中華民國政府透過正式外交管道要求菲律賓做出妥善回應。根據東森新聞報導，小琉球當地漁民表示，到南海捕魚還要帶著現金美鈔10,000元（2013年5月，約合新台幣30萬元，人民幣62,000元，港幣78,000元），這是當地漁民都知道的「潛規則」，主要為了應付菲律賓的公務船。台灣《商業周刊》於本次事件後更以「躲子彈，成了小琉球船長的成年禮」為題，對討海人做了深入的描述。
巴士海峽及巴林坦海峽屬於中華民國與菲律賓各自主張之專屬經濟海域重疊區域，歷年來多次發生漁業糾紛。當200哩專屬經濟海域重疊時，需由兩國協議海域，通常歸於有較接近領土的一方。1998年菲律賓政府通過漁業法，廢止《中菲海道通行協定暨農漁業合作備忘錄》，其後因一個中國政策，不與中華民國政府進行漁業協議談判，兩國間衝突不斷。

## 事件經過
臺灣屏東縣琉球鄉籍漁船「廣大興28號」在2013年5月9日上午5時於臺灣鵝鑾鼻東南方約164海哩，菲律賓巴林坦群島東方43海哩處，進行作業，當時漁船由船長洪育智駕駛，同時船員洪石成（船長洪育智之父）、以及其他數名漁民亦一同在漁船上作業。上午9時45分，漁船於巴林坦海峽遭到菲律賓海巡署的公務船（Maritime Control Surveillance 3001）以機槍射擊，造成洪石成中彈身亡，中華民國行政院海岸巡防署於下午1時04分接獲報案，此時廣大興28號的位置約在北緯20度，東經123度。菲律賓海巡署發言人稱事件發生於其領海內。菲律賓海巡署公務船當時於該海域發現兩艘漁船，其中較小的一艘試圖衝撞菲國公務船，導致菲律賓公務船開火反擊。但是中華民國方面對於菲律賓政府的說法表示質疑，並表示當時廣大興28號在距離鵝鑾鼻東南方164浬處作業，位於中華民國經濟海域內，在航行的過程中無故遭菲律賓公務船突襲，係菲律賓違法執行公務，干擾臺籍漁船正常作業。海巡署台南艦在接獲通報後前往事發地點對臺灣漁船進行戒護。
此外，事件發生當時另一艘臺籍漁船「明正福12號」亦在附近，但未注意到廣大興28號遭到攻擊，之後攻擊廣大興28號的同一艘公務船轉向明正福12號，追逐3個半小時。

### 罹難者
事件造成臺灣漁船廣大興28號上一名漁民死亡。
| 姓名   | 性別 | 年齡 | 戶籍         | 備註                     |
| ------ | ---- | ---- | ------------ | ------------------------ |
| 洪石成 | 男   | 65歲 | 屏東縣琉球鄉 | 廣大興28號船長洪育智之父 |

## 双方當事政府反應
|                         | 中華民國 | 菲律賓 |
| ----------------------- | --- | --- |
| 發生原因                | 漁船在中華民國經濟海域內捕魚作業，無故且無預警遭菲律賓海巡署公務船攻擊。又中華民國政府查漁船上並無擦撞痕跡，且臺灣漁船較菲律賓公務船噸位相差甚遠，否定菲律賓的說法。 | 臺灣漁船侵入菲律賓領海違法捕撈，蓄意衝撞菲律賓公務船，菲律賓公務船為阻止漁船侵入領域而開槍攻擊。                                                               |
| 臺灣漁民 死亡原因       | 菲律賓公務船「蓄意」殺人，追逐臺灣漁船廣大興28號長達一個小時，攻擊造成漁船上共計有52處彈孔，顯見菲律賓謀殺意圖。                                                     | 菲律賓公務船為使臺灣漁船停止繼續侵入菲律賓領海，朝漁船引擎射擊，「意外」致漁民洪石成死亡。                                                                     |
| 事發初期                | 中華民國政府要求菲律賓向受害漁民「道歉」（apology）。 | 菲律賓駐臺代表至受害漁民家中表示遺憾及歉意，菲律賓政府表示遺憾，但非「道歉」。                                                                                 |
| 道歉身分                | 中華民國要求以「菲律賓政府」（菲律賓總統府或菲律賓外交部）身分道歉。                                                                                                 | 基於“一个中国政策”，菲律賓不承認中華民國，菲律賓駐臺辦事處係菲對臺事務的最高單位，駐臺代表已經向漁民道歉。                                                     |
| 中華民國政府 第一波制裁 | 菲律賓並未完全接受中華民國的要求，中華民國不接受菲律賓政府立場反覆不定，並要求菲律賓總統府或外交部層級的官方道歉。                                                   | 駐臺代表白熙禮（Antonio Basilio）返臺後，與中華民國外交部討論，變更四次道歉聲明內容，在中華民國對菲四項嚴正要求期限屆滿之後發布，代表「菲律賓人民」道歉。      |
| 中華民國政府 第二波制裁 | 中華民國要求菲律賓以「菲律賓政府」的身分，對殺害中華民國漁民道歉，但是菲律賓並未滿足此要求，中華民國政府認為「缺乏誠意」。                                           | 菲律賓總統艾奎諾三世透過發言人以及菲律賓駐臺辦事處主席裴瑞茲（Amadeo Perez）代表「他個人（艾奎諾三世）與菲律賓人民」向台灣對於這場「不幸且非故意」的事故道歉。 |

### 中華民國
中華民國外交部在事發後嚴正向菲律賓政府抗議，亦透過駐菲律賓臺北經濟文化辦事處代表王樂生大使會晤菲律賓海巡署署長伊索瑞納（Rodolfo Isorena），要求查明真相與給予有關人士適當的懲處。中華民國外交部表示：臺籍漁船在重疊經濟海域內作業屬正當且合法行為，菲律賓政府已經違反《聯合國海洋法公約》「若一國的軍用船舶、政府船舶違反國際法對其他船舶、飛機實施暴力或掠奪行為，不構成海盜罪，但應要求該國負擔國際責任，以及依該國國內法對有關人員進行懲處。」等有關法條。另外，駐菲代表王樂生依《臺菲刑事司法互助協定》向菲律賓要求介入此案調查的權利。 時任中華民國總統馬英九對此案表示「一定追究到底，絕不善罷甘休！」

#### 司法調查

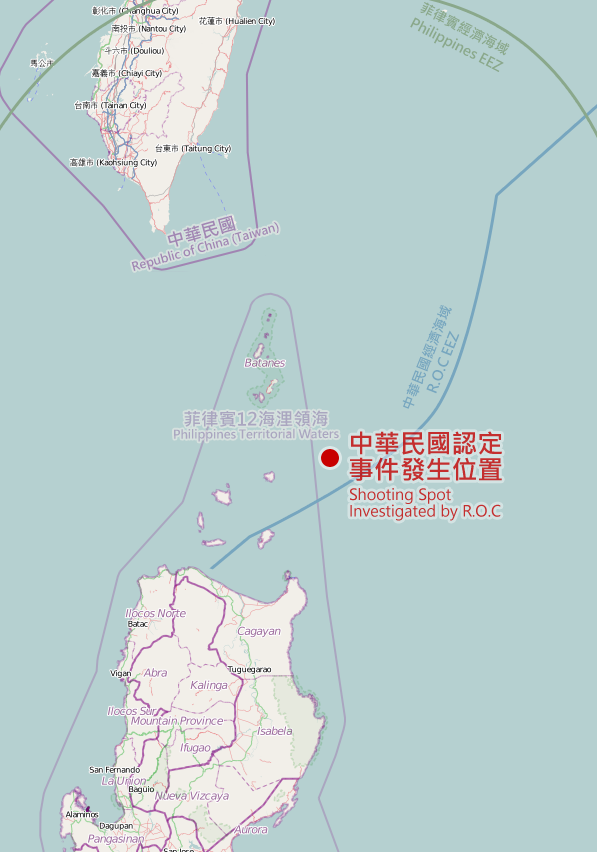
中華民國的主張中，廣大興28號漁船事件發生位置圖

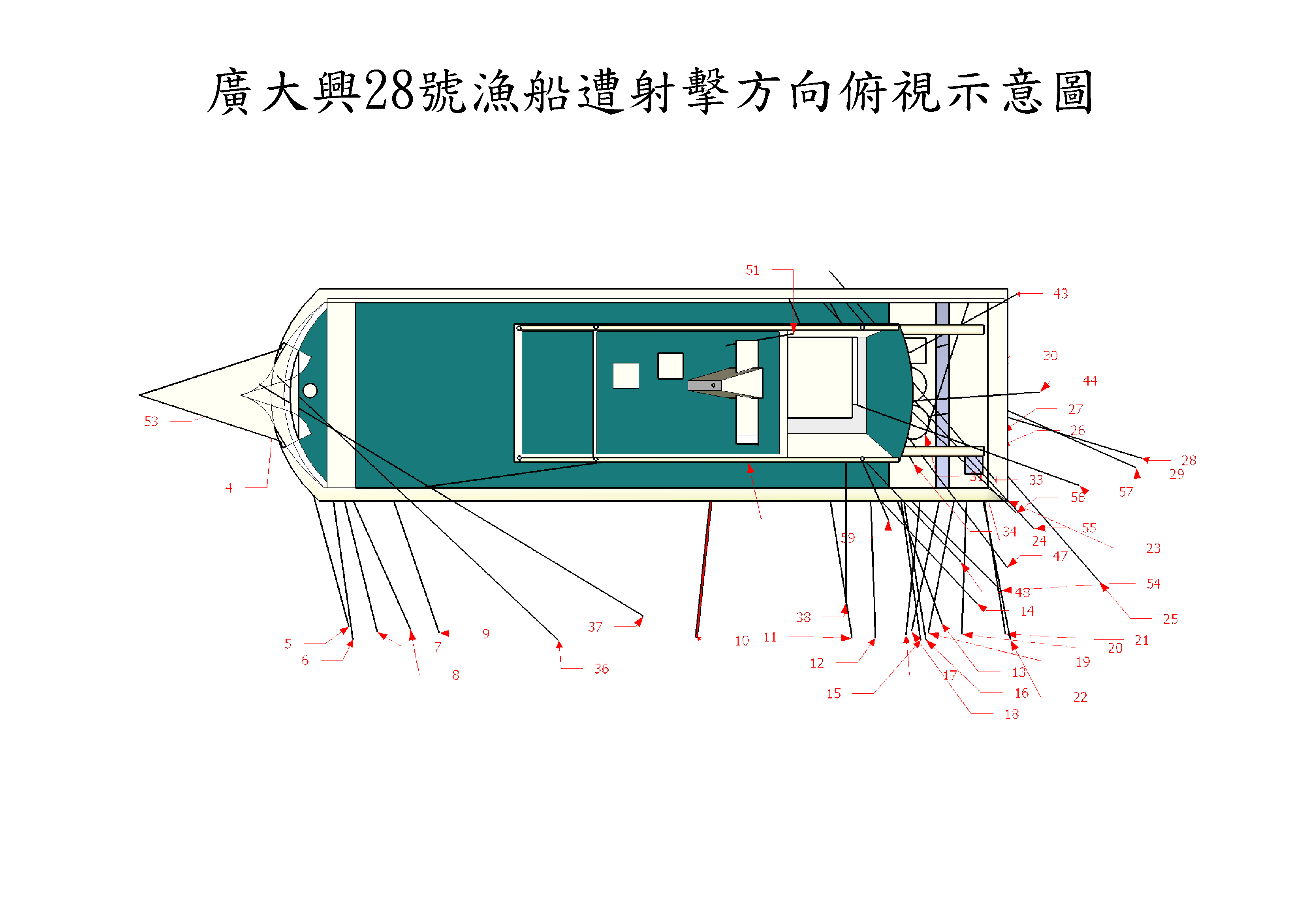
廣大興28號漁船遭射擊方向俯視示意圖

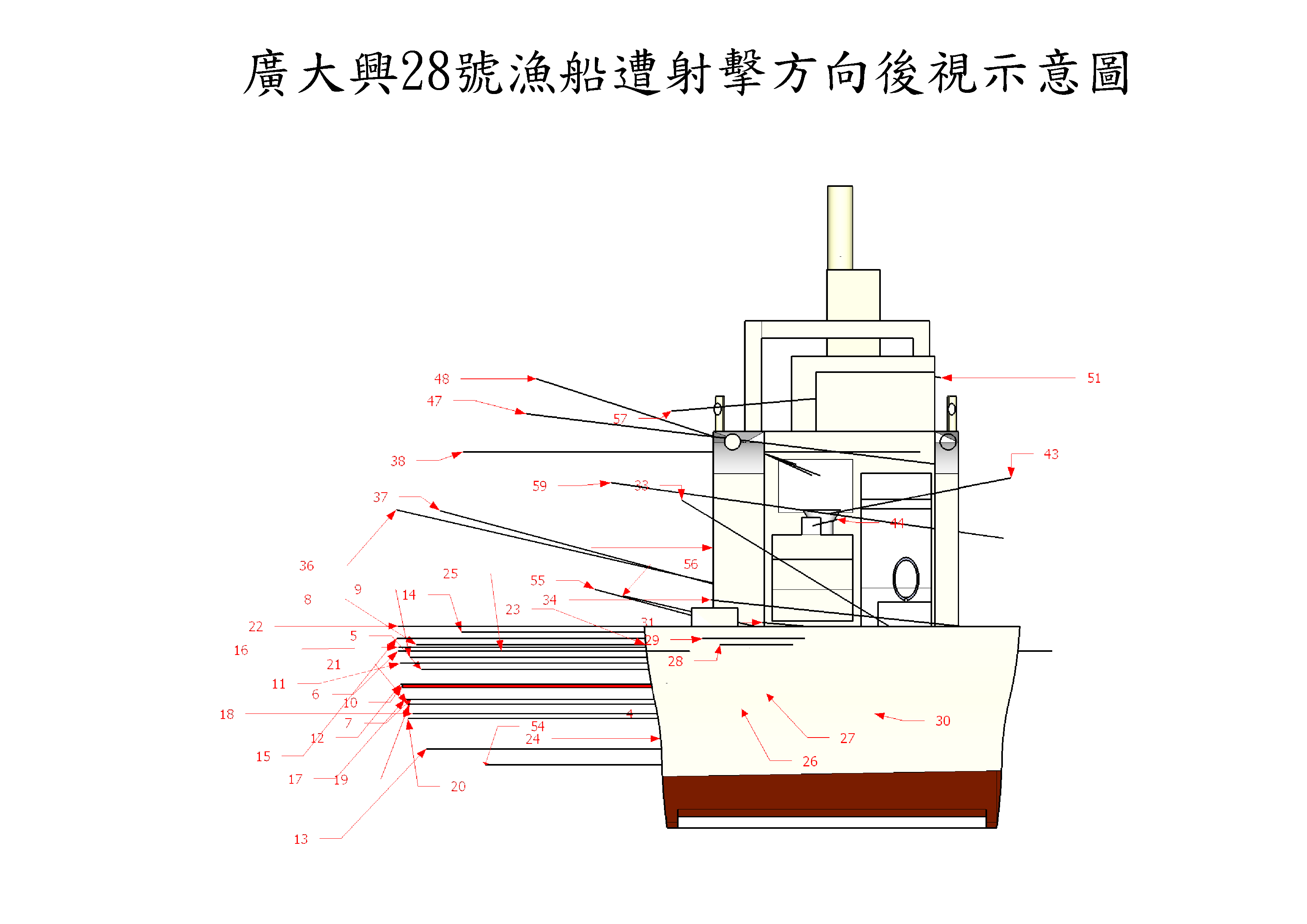
廣大興28號漁船遭射擊方向後視示意圖

5月11日凌晨，罹難者洪石成遺體與廣大興28號漁船、船員返抵屏東縣琉球鄉大福漁港後，臺灣屏東地方檢察署指揮鑑識人員針對船身周邊彈孔蒐證，清點出彈孔52處，法醫也進入船艙相驗罹難者遺體。鑑於當地相驗資源有限，遺體移靈，前往高雄市相驗。屏東地方檢察署公布解剖遺體之結果表示，事件罹難者洪石成遭到單一頸部左下段貫穿性槍傷，貫穿左頸動脈、氣管、食道，第2-6 胸椎爆裂橫斷，主動脈、左上肺葉、右上及右下肺葉破裂，大量出血及氣胸、血胸，低血容性休克及呼吸衰竭死亡。因死者第2-6胸椎嚴重爆裂且橫斷，法醫研判，菲律賓公務船使用的是高射速、火力強大的槍械，推測可能是步槍或機槍。中華民國法務部依據廣大興28號船載航程資料記錄儀及船長證詞判斷，事發地點約為東經122度55分41.37秒、北緯19度59分47.27秒。

#### 跨部會組成17人聯合調查團
5月16日上午，由中華民國外交部、法務部、臺灣屏東地方檢察署、內政部警政署刑事警察局、海巡署、行政院農業委員會漁業署等跨部會組織17人聯合調查團，啟程前往馬尼拉市，對菲律賓海巡人員等具體行為事實做進一步調查，以利釐清案情真相，另外亦不排除將菲方涉案人員引渡回臺。調查小組成員包括外交部條約法律司司長申佩璜、法務部國際及兩岸法律司司長陳文琪、主任檢察官楊婉莉、法務部法律事務司副司長鍾瑞蘭、屏東地檢署主任檢察官林彥良、檢察官曾士哲、劉嘉凱、書記官張宏瑞、刑警局駐菲聯絡官王智勇、技正李經緯、林故廷、組長李佳進等十多人。傳媒稱此為臺灣司法史上最大的跨國調查小組。
5月20日晚間，中華民國法務部政務次長陳明堂表示，經臺菲雙方溝通協商後，菲律賓初步同意臺灣當局派調查團赴菲調查並「登船驗槍」，屆時臺方調查團可登上涉案公務船，鑑識相關槍枝以比對彈道。而基於平等互惠立場，臺方也同意菲方派調查小組來台。
5月21日，中華民國法務部政務次長陳明堂表示，雖然台菲司法互助初步達成，菲國同意我方登船、驗槍的共識，但關鍵的菲海防公務船開槍的動機，則是事件的關鍵所在，因此牽扯的證據，可透過廣大興28號漁船的航行紀錄器，加以還原我方漁船並未越界捕漁；陳明堂說，菲方所謂的衝撞說法，未來待菲方調查人員來台，勘驗廣大興號即可明瞭。

#### 屏東地檢署提起公訴
8月7日，屏東地檢署依「殺人罪」起訴下令開槍的船艦指揮官1人和涉嫌開槍的海岸巡防員7人共8人，並同時公布由菲方提供的菲艦追逐並掃射廣大興28號的影片。影像顯示，菲船指揮官下令船員就「戰鬥位置」並緊追，7名海巡員聽命攜帶槍至甲板上，拿起擴音器廣播及鳴笛方式通知廣大興28號停船受檢，並鳴槍示警。後來就看到菲方可能因不滿廣大興28號不配合，開始朝船開槍，但風浪過大，槍砲無法瞄準，廣大興28號在逃離過程沒有衝撞菲艦。屏東地檢署主任檢察官蔡榮龍指出，據台菲雙方調查的相關證詞，菲船靠近廣大興28號，海巡員正想鋪墊拉繩登上廣大興28號，因廣大興28號不想受控制，迅速倒退船身，設定自動駕駛離去，菲船因而展開追擊。

#### 出動海巡、海軍
中華民國行政院海岸巡防署海岸巡防總局南部地區巡防局於5月12日出動臺南艦、福星艦、巡護一號與中華民國海軍康定級康定號巡防艦與濟陽級海陽號巡防艦共同組成聯合艦隊，前往臺菲周邊海域，加強海上巡邏及警戒。5月13日，由德星艦接替福星艦執行護漁任務。同時立法院朝野四黨團於5月14日發出共同聲明要求政府迅即有效護漁，並在未獲菲律賓政府正面回應前，應採斷然有效嚴厲制裁。

#### 提出四項嚴正要求
由於菲律賓在事件過後未有反應，僅有駐臺代表白熙禮向受害漁民家屬表達歉意，5月11日晚間，總統馬英九召開國安會議，由總統府發言人李佳霏發表中華民國政府對菲律賓政府的「四項嚴正要求」，要求菲律賓政府在5月15日零時之前正式向受害漁民家屬道歉、賠償損失、儘速徹查事實及嚴懲凶手，以及儘速啟動臺菲漁業協議談判。若在期限內未獲菲律賓政府對四項要求的正面回應，中華民國政府將執行三項制裁措施。5月14日，立法院長王金平發出聲明，立法院全體委員不分黨派一致堅定支持政府之「四項嚴正要求」。

#### 啟動制裁措施
5月15日，經過14日晚間外交部部長林永樂與菲駐台代表白熙禮的談判與深夜召開的記者會後，上午7時總統馬英九召開國安會議，與會官員認為菲律賓政府未完全答應四項要求，決議啟動第一波制裁措施，由行政院長江宜樺上午十時召開國際記者會，就5月11日所提四項嚴正要求分析菲律賓前一日提出之最後版本聲明：

- 「正式道歉」方面，菲律賓政府只授權馬尼拉經濟文化辦事處理事主席裴瑞茲表達「菲律賓人民」之遺憾與道歉，刻意避開「菲律賓政府」字樣；
- 「調查懲兇」方面，只承諾由國家調查局調查，並未交代對違法者可能的刑事或行政控訴及處分；
- 「損害賠償」方面，僅願向家屬致贈菲國人民捐款，避談菲國政府應負全部賠償責任；
- 「漁業談判」也未依承諾邀我共同研商。
- 未以正式官方聲明列明白熙禮來台的授權談判內容。

江宜樺並對菲律賓至15日之所有回應做出總評：「菲國的聲明形式上有道歉並提到賠償，但實質內容不夠充分，且前後提出四種不同版本，從不同版本文字變化顯示菲國希望『由有化無、由重化輕』，『希望以最輕微的方式回應』，我方無法接受，即刻採取三項制裁措施。」並公布若菲國下午6點前對四項要求仍無正式且有誠意的回應，將啟動的第二波共計八項制裁行動。
此時啟動的三項制裁措施如下：

1. 終止菲律賓外勞來臺之申請。
2. 召回中華民國駐菲律賓代表。
3. 要求菲律賓駐臺代表返回菲律賓繼續處理本案。

江宜桦公开声明的逐字稿摘录片段如下:“本案是菲律宾政府的公务人员杀人毁船，因此菲律宾政府不能逃避责任”。江宜樺強調，菲國執法人員在台灣的專屬經濟海域殺害漁民的作法，已違反國際法、海洋法及人道的原則。事發之後至今，完全缺乏解決的誠意。江宜樺並呼籲國際社會重視這次事件，共同聲援無辜受害漁民，政府也將加強對國際社會的論述，並訓令外館加強對國際的發聲，強調中華民國面對爭議的理性務實、愛好和平、解決爭端的精神。
擔任菲律賓總統私人代表的駐臺辦事處理事主席裴瑞茲，於當日中午抵臺，拜會中華民國外交部。外交部於下午2點45分臨時召開記者會時表示，「裴瑞茲先生授權不足，菲律賓政府缺乏誠信，反覆閃爍。」拒絕接見。另其原定16日前往小琉球探視受害漁民家屬，罹難者之女洪慈綪向媒體表示拒絕與他見面，並且質疑菲律賓在事件發生後多日來既未公開開槍公務船的航行紀錄器的調查結果，亦未對何時能發表調查結果做任何表示。
是日下午6時，行政院長江宜樺再度召開國際記者會，宣佈中華民國對菲律賓的「第二波制裁行動」且立即生效，新增之八項手段如下列：

1. 中華民國外交部將菲律賓之旅遊燈號轉為「紅色」，不鼓勵臺灣人民至菲律賓旅遊及洽公。
2. 停止臺菲雙方高層交流及互動，包含世界衛生大會兩國部長級會議。
3. 停止臺菲經貿交流、推廣以及招商活動。
4. 停止臺菲農漁業合作事項。
5. 停止雙方科技研究交流與合作計畫，中華民國國科會停止5項臺菲合作計畫。
6. 停止臺菲航權談判。
7. 停止菲籍人士適用「東南亞五國人民來臺先行上網查核」免簽證措施。
8. 中華民國國防部與海岸巡防署在南海相關海域進行海上聯合操演。

在記者會上江宜樺並展示廣大興28號船身彈痕累累的圖片，提到菲國總統府發言人前一日（14）下午的正式聲明中指「洪石成先生的死亡，是一件不幸且非意料中的生命喪失。」江表示「我們實在無法接受這是疏忽、或是非意圖的射殺行為。」

#### 擴大海巡、海軍、空軍聯合軍事演習

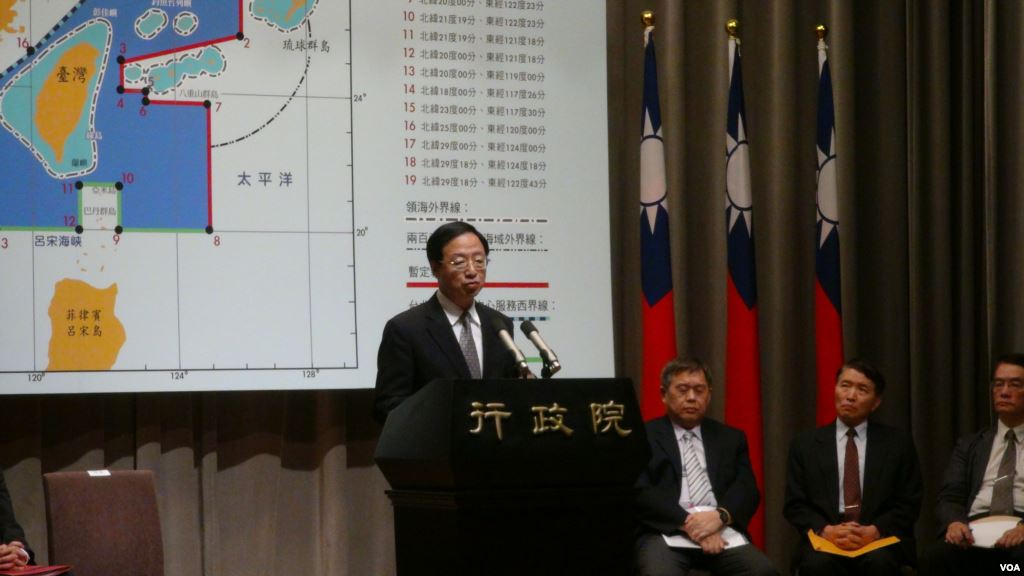
中華民國行政院長江宜樺在2013年5月15日舉行國際記者會。

5月16日，中華民國國軍與行政院海岸巡防署舉行「護漁聯合軍事演習」，為近期第二度聯合演習。海軍艦隊15日下午3時30分出發，16日上午3時40分越過「暫定執法線」北緯20度線約15浬後折返，上午8時與承德艦和偉星艦會合，展開演習，演習實行海空聯合護漁、直升機空中戒護、人員救生、通信演習、登旗號演習、海巡廣播宣慰漁船，馬公艦下午返航時則實施防空反水面備戰與損害管制演習。幻象2000-5戰鬥機搭載魔法二型短程空對空飛彈和雲母中程空對空飛彈實彈，與F-CK-1經國號戰鬥機在空中候令執行策護任務。參與軍事演習的所有艦艇與航空器如下：
- 海洋委員會海巡署：臺南艦、福星艦、偉星艦、巡護一號、巡護八號與德星艦。

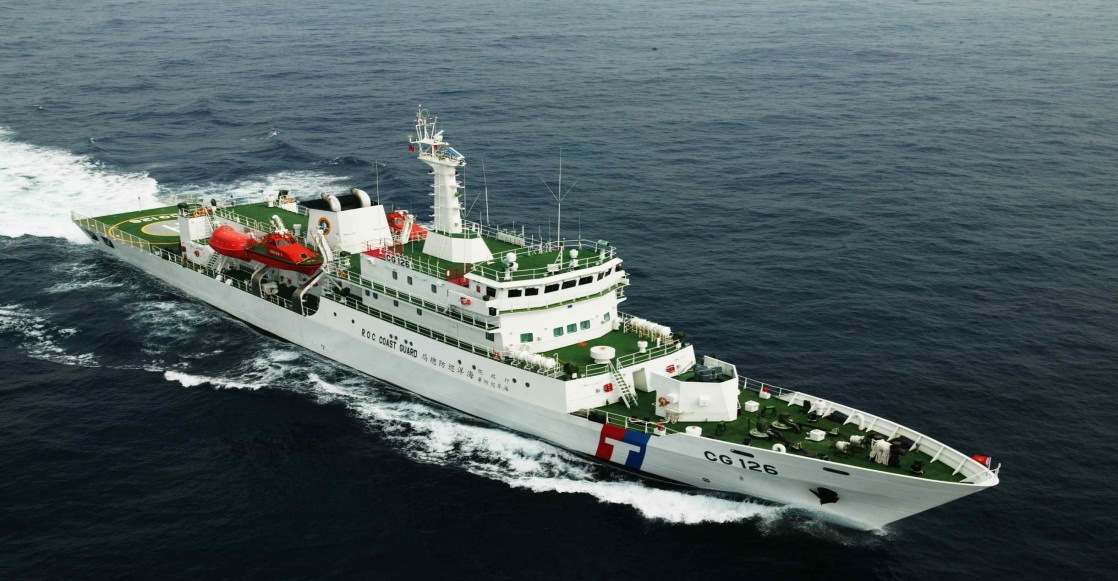
臺南艦

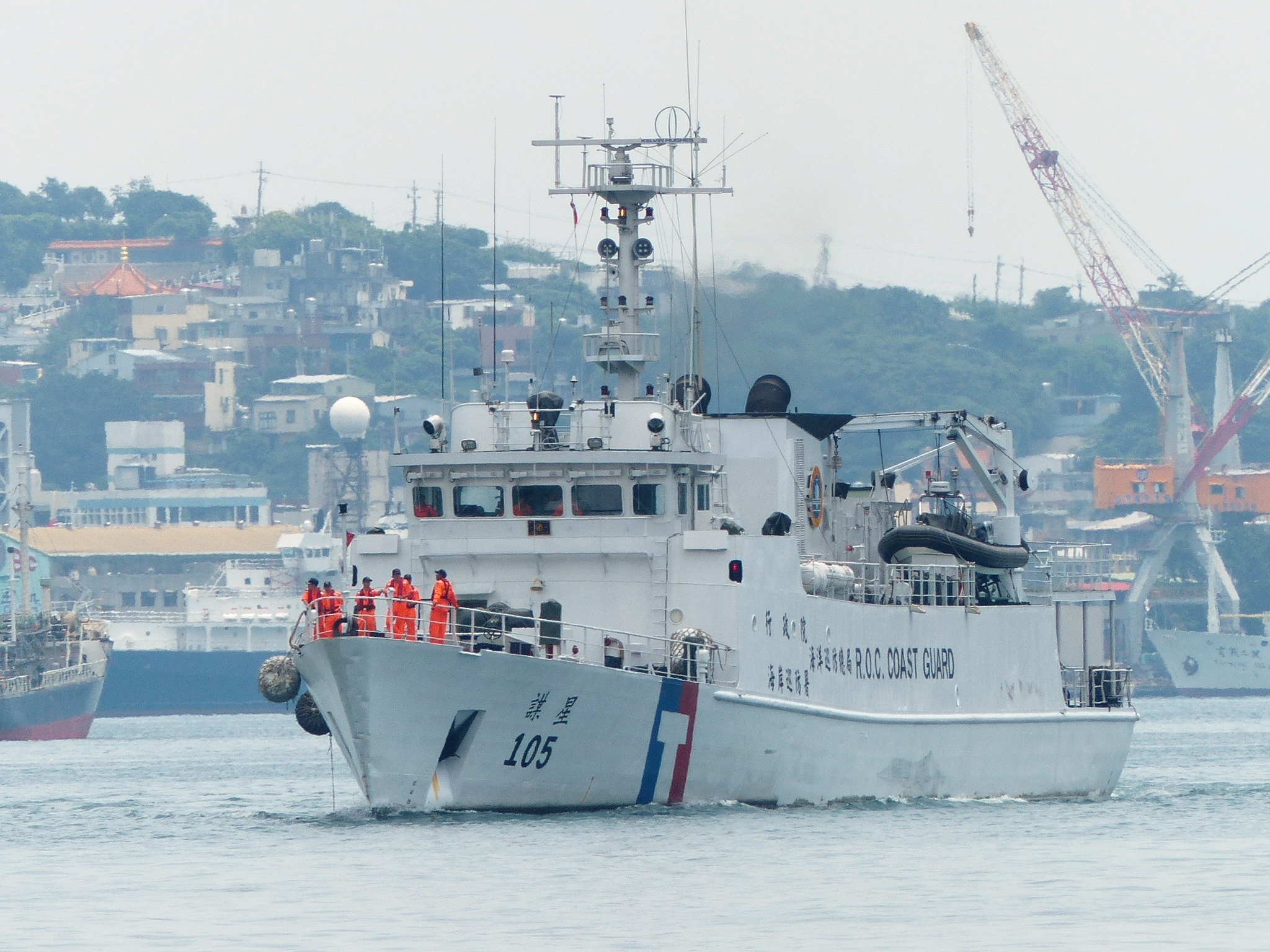
福星艦同級艦謀星艦

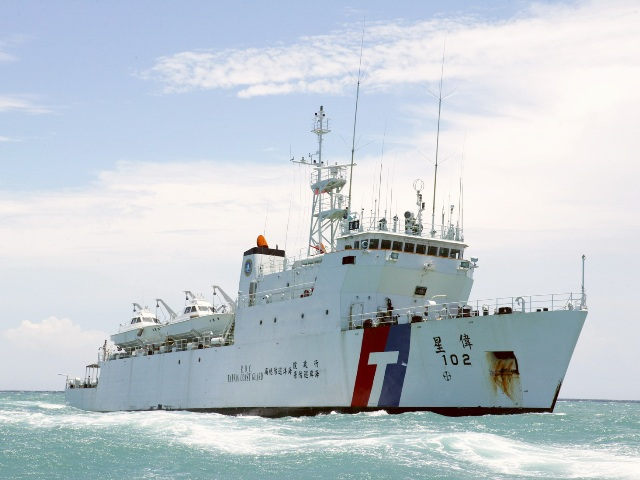
偉星艦

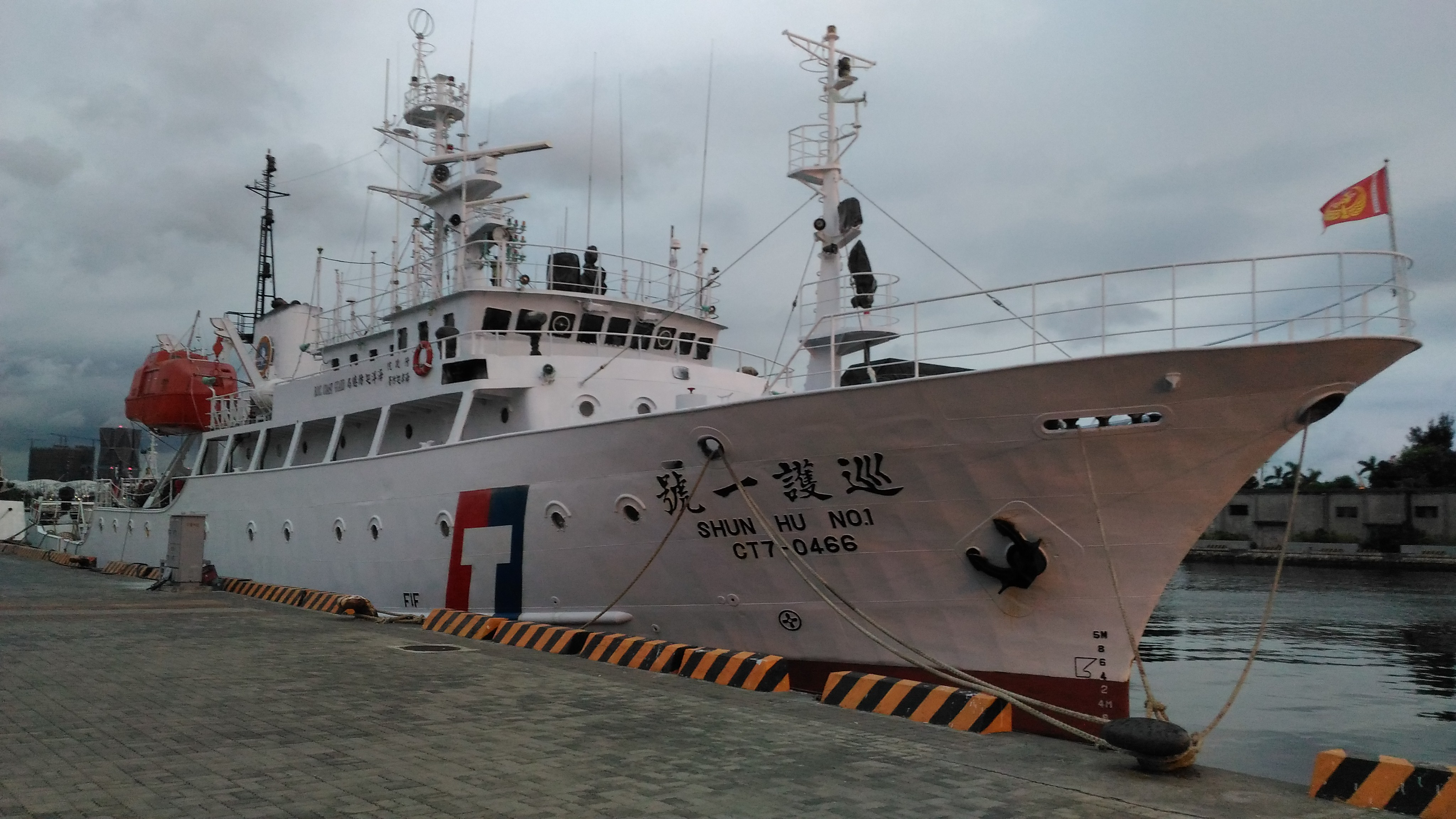
巡護一號

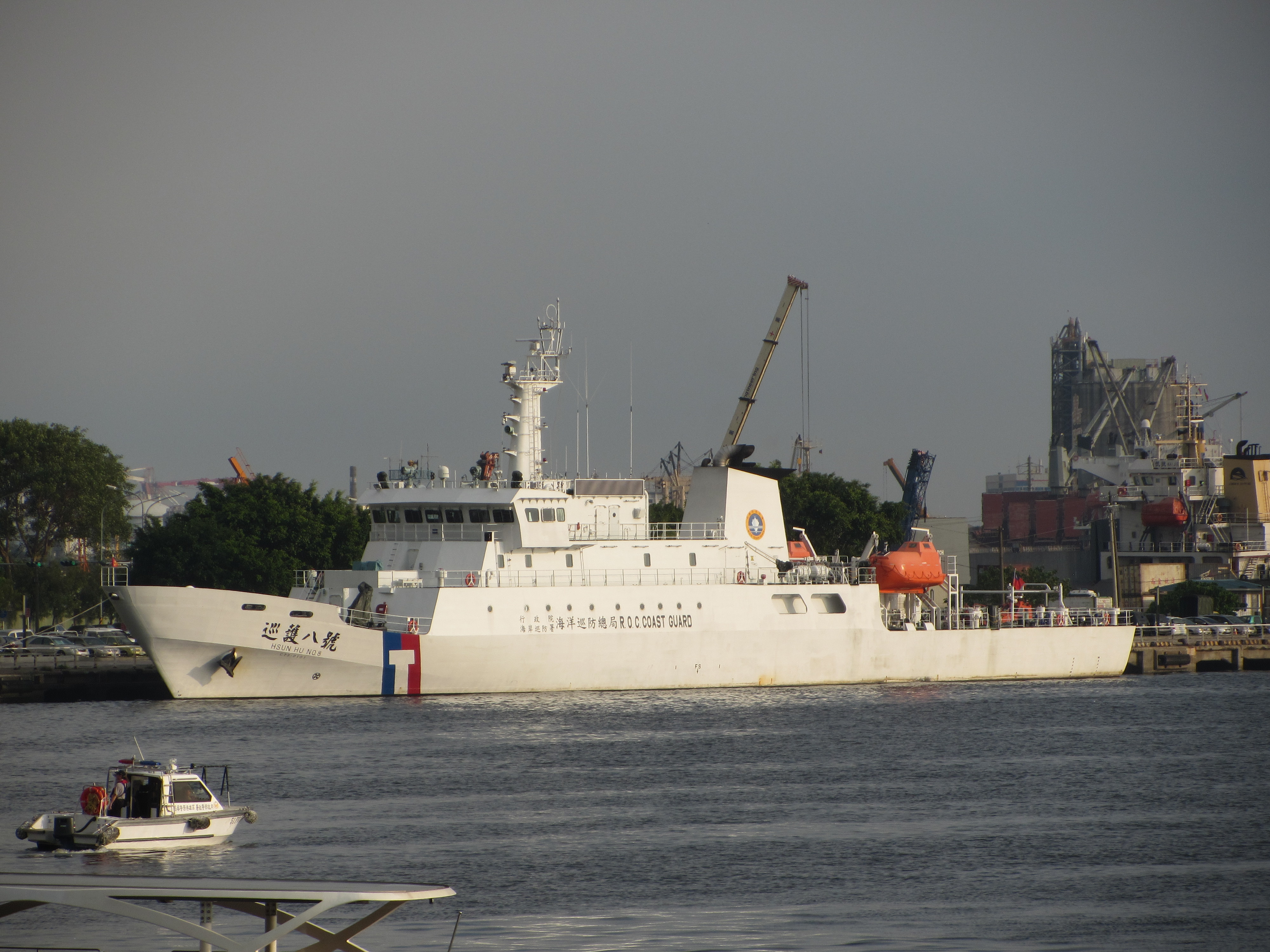
巡護八號

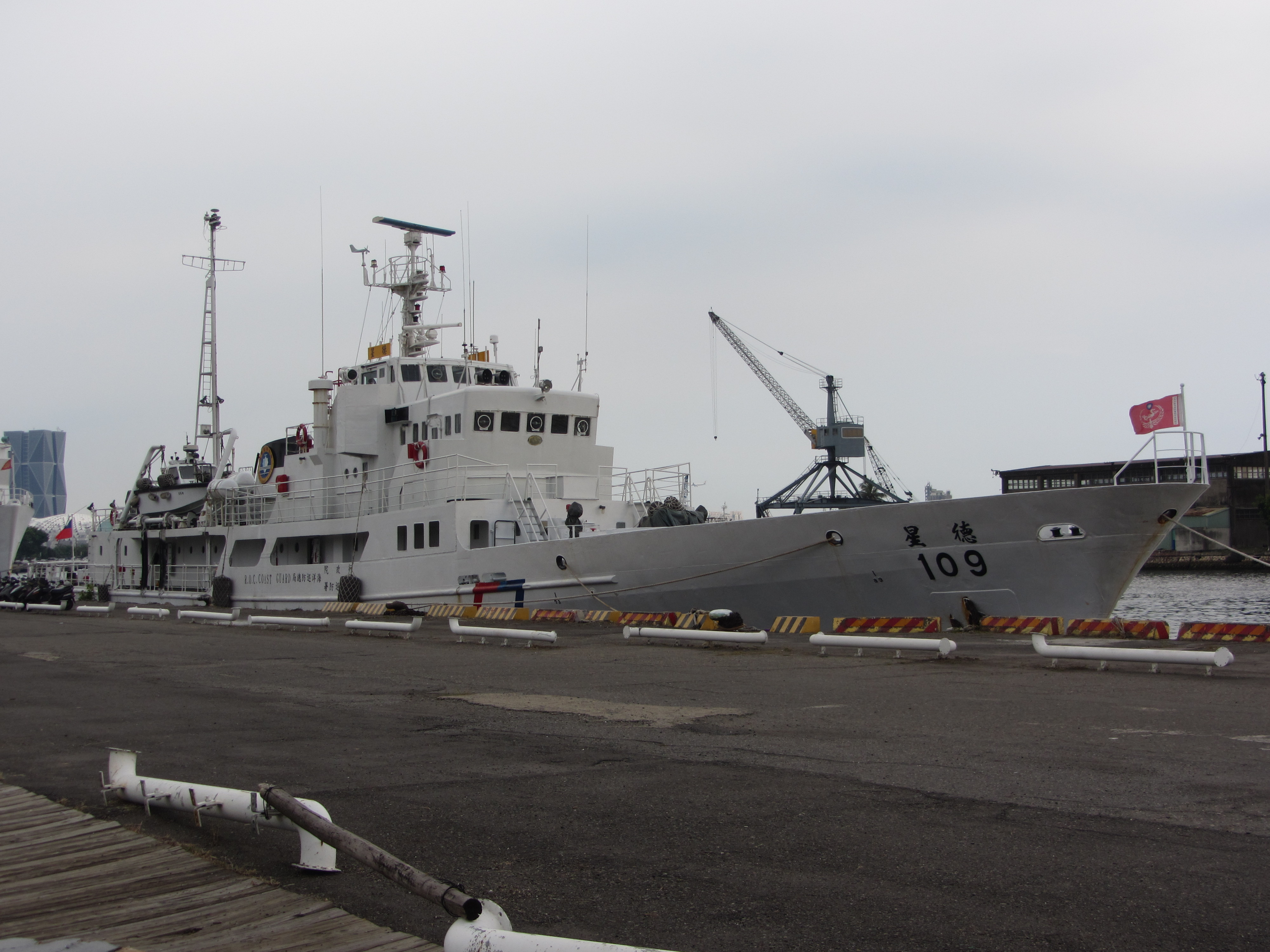
德星艦

- 中華民國海軍：基隆級馬公號驅逐艦、濟陽級海陽號巡防艦、康定級康定號巡防艦與承德號巡防艦、光華六號飛彈快艇四艘與S-70C(M)-1/2反潛直昇機一架。

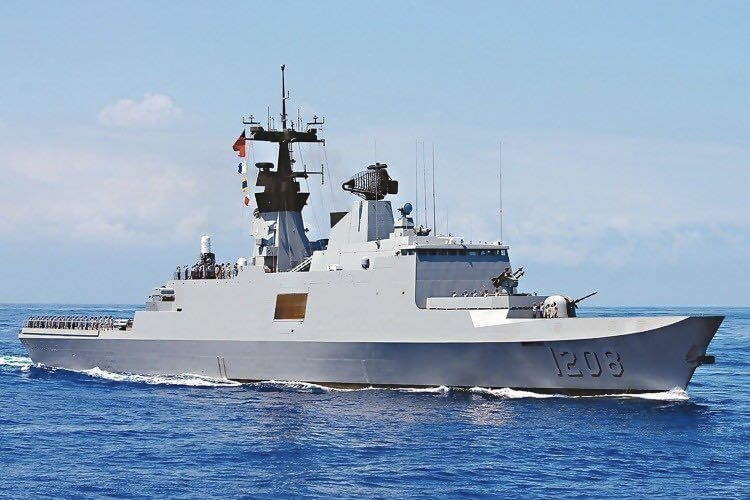
承德號巡防艦

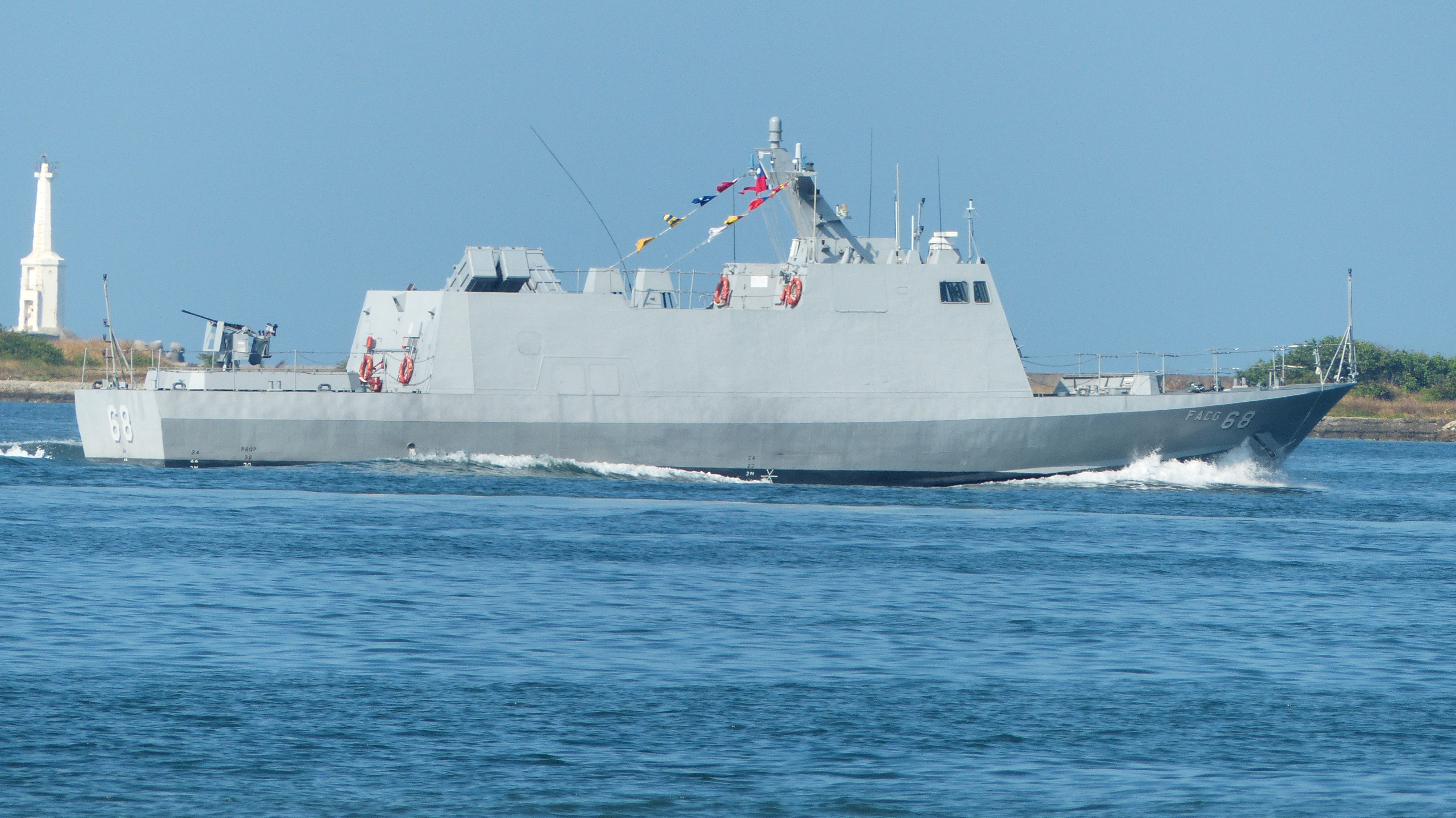
光華六號飛彈快艇

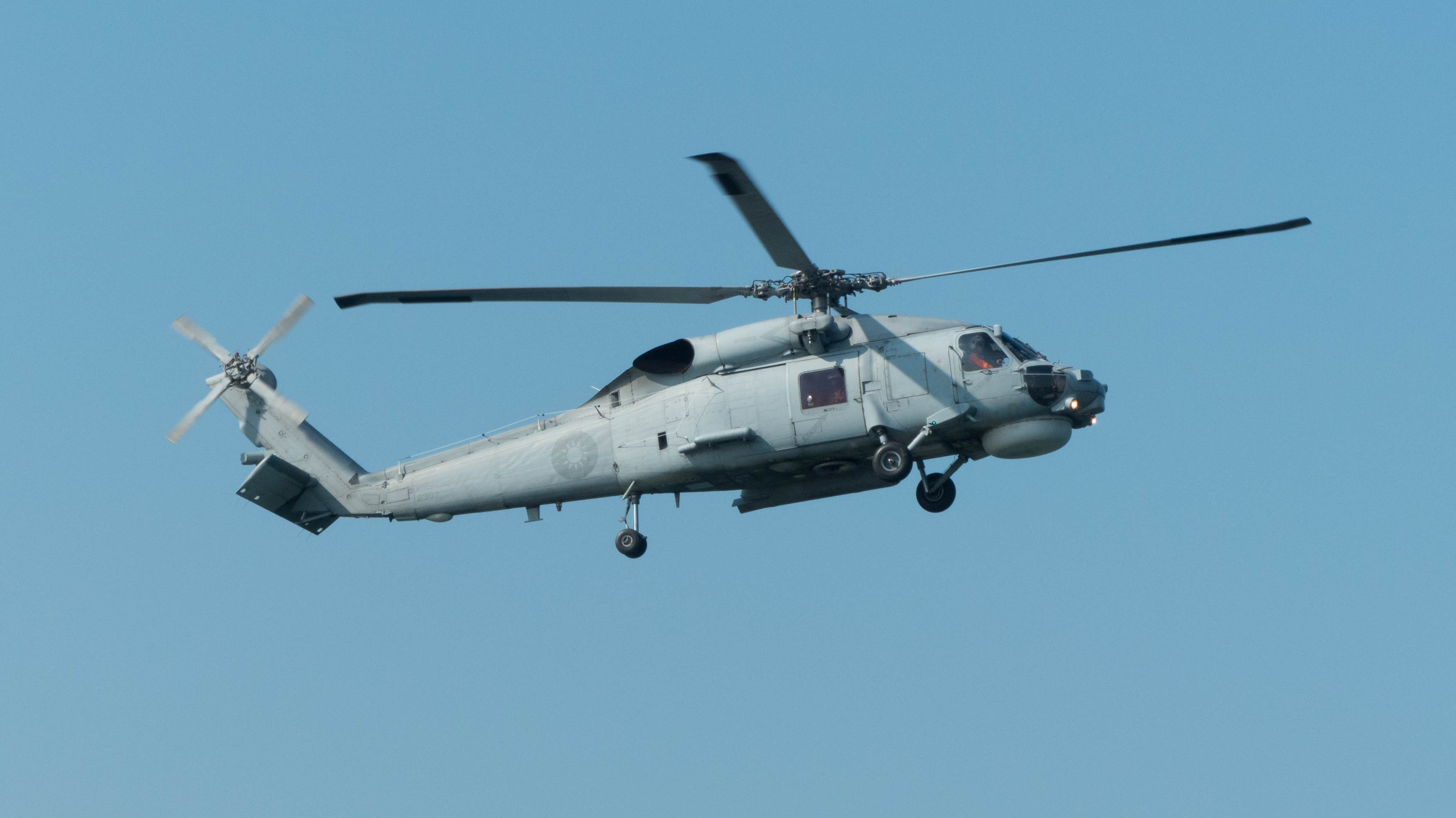
S-70C(M)-1/2反潛直昇機

- 中華民國空軍：幻象2000-5戰鬥機兩架、F-CK-1A/B MLU經國號戰鬥機兩架與E-2K鷹眼空中預警機一架。

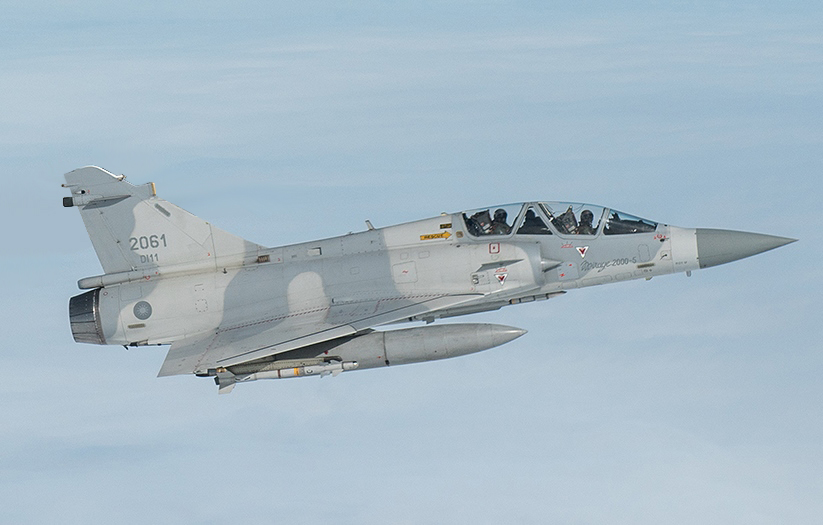
幻象2000-5戰鬥機

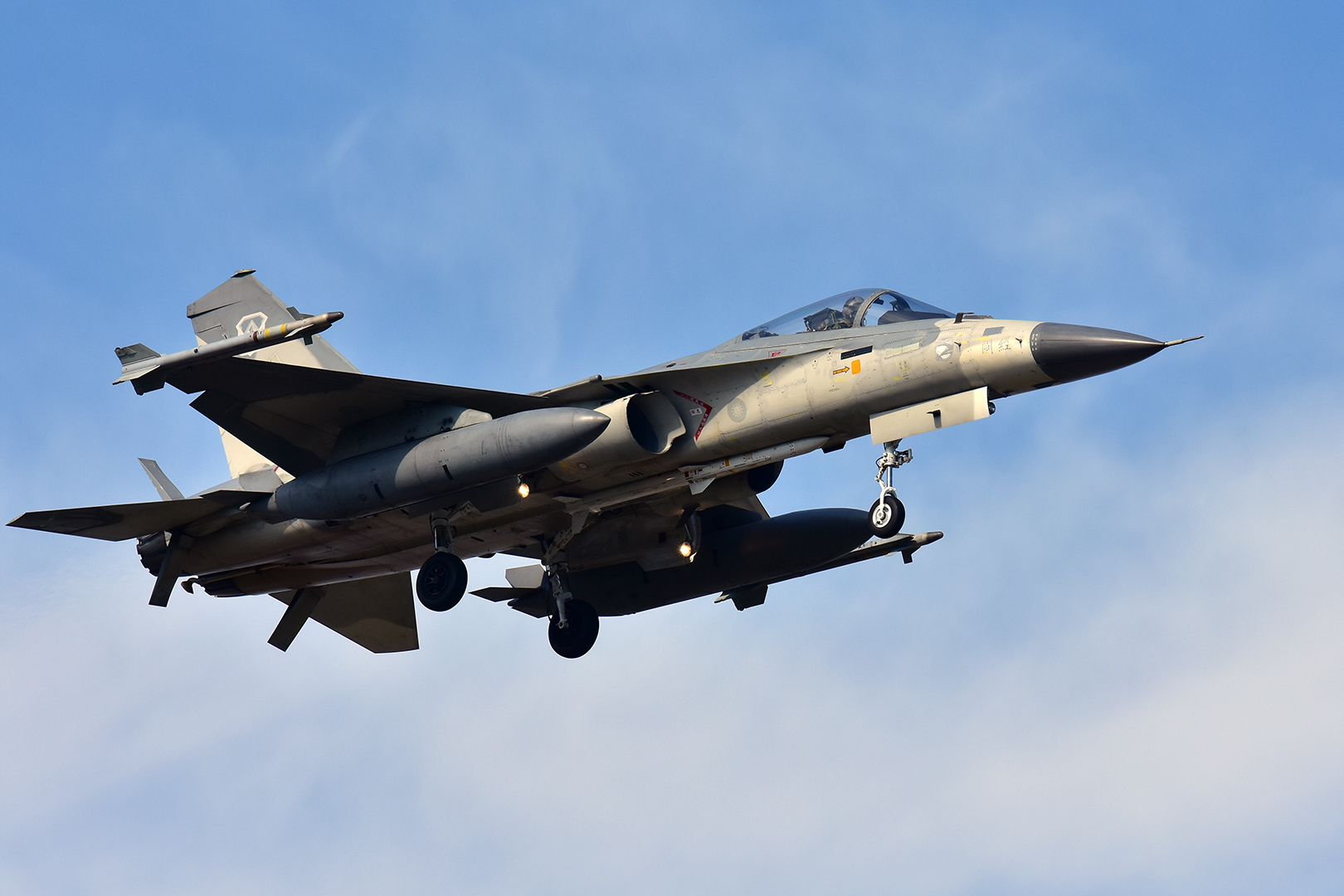
F-CK-1A/B MLU經國號戰鬥機

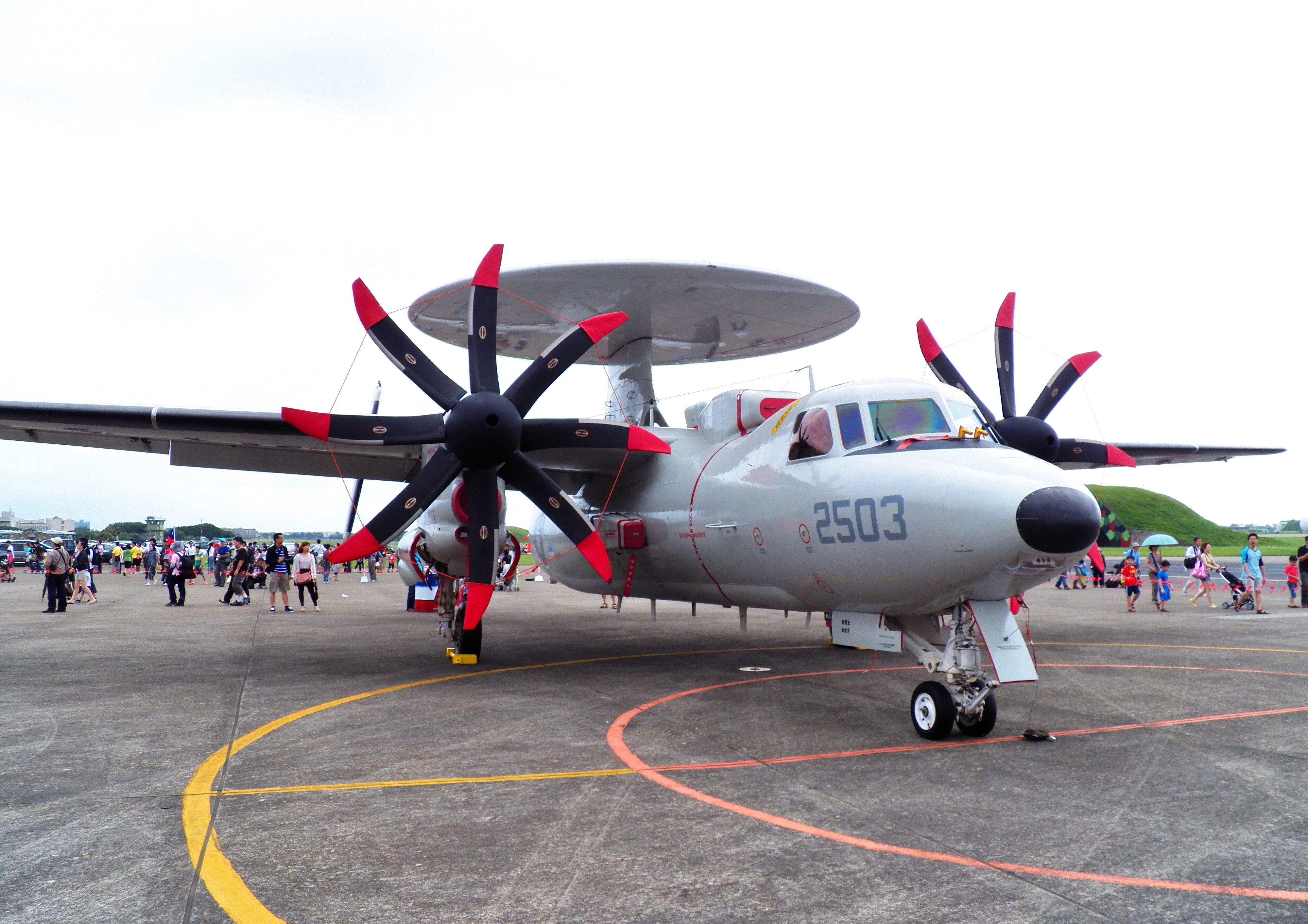
E-2K鷹眼空中預警機

國軍軍力與海巡艦艇戰力，雖然整體上遠遠優於菲律賓，但菲律賓有《美菲共同防禦條約》自保，該條約聲明若菲方遭到攻擊，美軍有義務保護菲國，因此台灣方面為避免與菲律賓的潛在衝突導致與美國為敵，並未發動更高層級的對菲軍事嚇阻，但下達命令，若菲方的公務船出航至演習區挑釁不需向上奏報，可一律直接擊沉。

#### 暫停城市交流
除了中央政府層級的制裁，自5月11日起，中華民國各縣市政府亦陸續宣布暫停與菲律賓之間的城市交流。宣布的縣市如下：
台北市
- 時任臺北市市長郝龍斌率先開第一槍，宣布暫停與馬尼拉市跟奎松市的交流[100]。

新北市
- 時任新北市市長朱立倫宣布暫停與黎剎省的交流[101]。

台中市
- 時任臺中市市長胡志強宣布暫停與馬加智市的交流[102]。

台南市
- 時任臺南市市長賴清德宣布暫停和菲律賓的城市外交活動[103]。

高雄市
- 時任高雄市市長陳菊表態支持政治及經濟制裁，但未宣布是否暫停與宿霧市的交流[104]。

基隆市
- 時任基隆市市長張通榮宣布暫停與巴科拉德市跟達沃市的交流[105]，並於2日後斷絕姊妹市關係[106]。

新竹市
- 時任新竹市市長許明財宣布暫停與公主港市的交流[107]。

嘉義市
- 嘉義市議會於5月17日決議要求嘉義市政府斷絕與布拉干省的姊妹市關係，時任嘉義市市長黃敏惠宣布即日起斷絕[108]。

#### 國際媒體宣傳戰

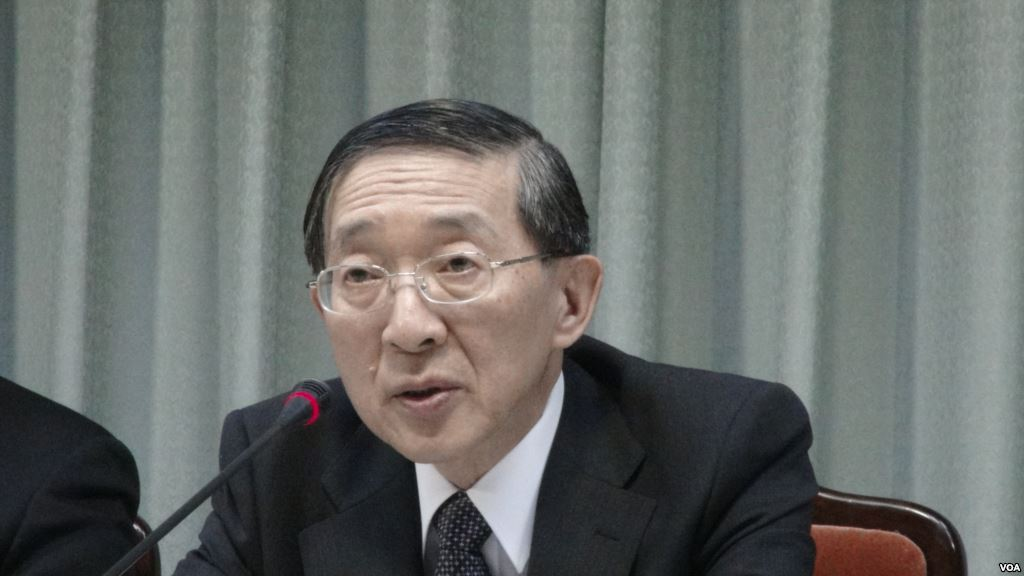
中華民國外交部長林永樂向菲律賓表示抗議

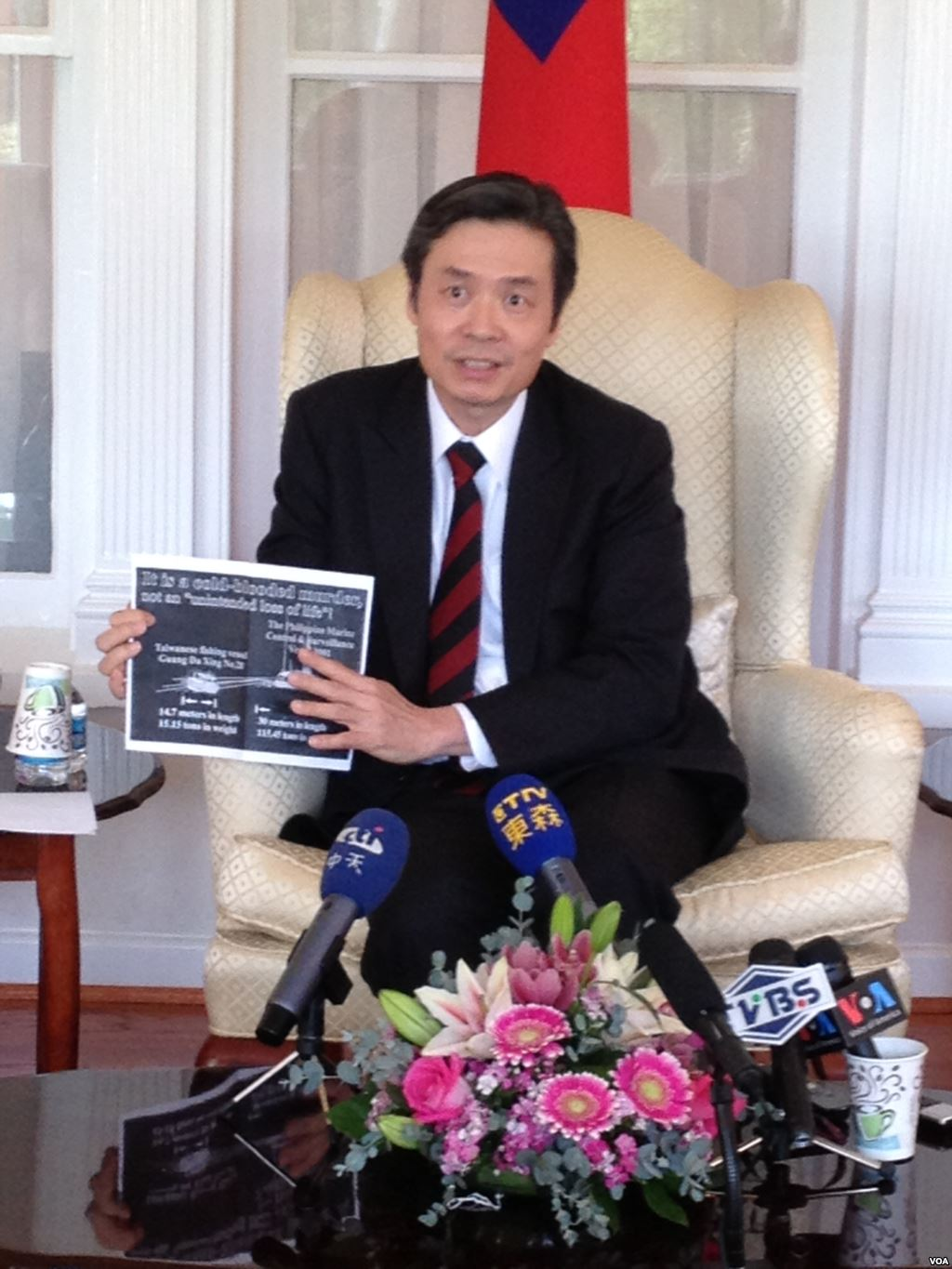
時任中華民國駐美代表金溥聰出示台灣漁船“廣大興28號”與菲律賓公務船對照圖

5月17日下午1時，中華民國外交部舉行國際記者會，由部長林永樂發表聲明，表示菲律賓以「非蓄意」形容罹難者的死亡，卻又宣稱正進行調查，令人難以接受調查中卻能同時作出結論。菲國公務船在兩國重疊經濟海域濫用武力的行為已觸犯國際法以及聯合國海洋法公約。菲律賓公務船對無武裝且未挑釁的漁船開火並射殺台灣漁民，是無法接受的暴力行為。攻擊並殺害漁民後，菲船逕自離開，未幫助漂流的漁船，違反國際法與人道原則。菲律賓政府想要宣稱是自我防衛抑或執行法律都難以站得住腳，應正面、具體地回應，以顯示己身為國際社會中負責任的利害關係人。
為使國際社會更瞭解菲律賓公務船射殺台灣漁民的事實，中華民國外交部於5月19日成立「國際媒體單一回應窗口」辦公室，由外交部公眾外交協調會簡任秘書蔣昌成擔任發言人，統一對外國媒體闡釋中華民國政府嚴正立場及漁船遭槍擊案最新進展，使得國際媒體能充分掌握最新正確訊息。
5月23日，中華民國外交部發布新聞稿表示，台灣漁船廣大興28號日前遭菲律賓公務船槍擊事件，國際媒體持續關注，為了向國際社會傳達事件真相及政府立場，外交部各駐外館處加強向國際媒體發聲，美國《華爾街日報》、新加坡《海峽時報》及《聯合早報》等國際主流媒體刊登投書。《華爾街日報》網路版及《亞洲華爾街日報》紙本於22日同步刊登中華民國駐紐約辦事處以「菲律賓應道歉」（The Philippines Needs to Apologize）為題的投書。新加坡《聯合早報》18日也刊出中華民國駐新加坡代表謝發達的投書，投書名為「台灣有必要參與制定區域行為準則」，文中強調儘快確定區域性調停及溝通機制，成為當務之急。此外，駐新加坡代表處以「在台菲律賓人安全無虞」（Philippine nationals in Taiwan assured of safety）為題投書，新加坡《海峽時報》23日刊登。地方報紙如美國德州加爾維斯敦（Galveston）郡《每日新聞報》（The Daily News）5月24日亦刊登中華民國駐休士頓辦事處處長夏季昌的投書。
5月23日，中華民國邦交國、加勒比海地區國家聖露西亞《聲報》（The Voice）以近乎全版且顯著之篇幅刊登中華民國外交部長林永樂於5月17日針對菲律賓公務船在台灣專屬海域槍擊台灣漁船事件，召開國際記者會之聲明全文。中央通訊社稱該報此次刊登林永樂之聲明，有助其周邊地區國家瞭解事件真相。
5月24日，中華民國外交部發布新聞稿表示，為報導事實真相，菲律賓主流報紙及電子媒體共9人已陸續抵達臺灣，外交部協助渠等赴小琉球採訪罹難漁民洪石成的家屬及在臺工作的菲籍漁工。其中《菲律賓每日詢問報》於5月24日以「遭害臺灣人善待菲籍漁工」（Slain Taiwanese was “good to Filipino fisherman”）為題引述屏東東港菲律賓漁工的話報導指出，洪石成先生對菲籍漁工很好，就像對待他的孩子一樣。
5月24日，奧地利《維也納日報》（Wiener Zeitung）刊出中華民國駐奧代表處陳槱順投書《東中國海的事件》。該投書是為了對同一報紙5月16日《致命槍擊後台北－馬尼拉的緊張》一文做進一步說明。內容列舉出中華民國法務部調查結果，直指菲國對外宣稱台灣漁船撞擊菲國公務船之說詞為謬論，並再次聲明台灣對此事件之四大主張（道歉、賠償、懲凶、漁業協議談判）。
6月1日出刊的英國《經濟學人》亞洲版刊出中華民國駐英代表沈呂巡《台灣和菲律賓》一文，內容針對5月18日出刊的同一本刊物所刊登《麻煩海域》（Seas of Troubles）專文提出抗議與澄清。《麻煩海域》以「台灣的漁船素以貪婪聞名」（"Taiwan's fishing fleet has a reputation as voracious,……"）作為段落開頭，緊接著陳述菲律賓的說法與台灣政府的要求與制裁行動。《台灣和菲律賓》第一段表達「勤勞」（hard-working）以及「無遠弗屆」（far-reaching）是台灣政府認為形容台灣漁業活動的正確用詞。第二段針對《麻煩海域》內容敘述了菲律賓說法卻未同時平衡揭露台灣說法，提出台灣政府的說法作為補足。此外有一篇自稱來自台北的投書與《台灣和菲律賓》同時刊出，提到台灣人已對西方媒體將此事件定位為兩岸問題而非人道同情，感到疲憊。該文亦針對《麻煩海域》「新聞的大肆宣揚激起（台灣的）公憤」說法提出反駁，表示台灣人憤怒是因為他們認為廣大興事件是謀殺，這樣的憤怒是能夠理解的。

### 菲律賓

#### 表達同情
5月10日事發隔日，菲律賓駐臺代表白熙禮首先表示菲律賓政府對遭射殺的臺籍漁民洪石成家屬，深深致歉及弔唁，並且支持雙方司法單位共同調查此案，亦希望此事件不會影響菲律賓與臺灣之間的情誼。但菲律賓海巡署發言人巴里羅（Armand Balilo）表示，開槍的目的在於使到船隻無法運行，對造成傷亡表示同情，但非「致歉」。5月11日下午，針對此一事件，菲臺將會進行協商，促使雙方展開聯合調查之可能性。並且重申調查結果如證實執法過當，一定嚴懲絕不徇私。但是由於此時正逢週休二日，5月13日菲律賓又將舉行全國期中選舉（可謂總統艾奎諾三世期中考），預計最快要到5月14日，菲方才會進一步回覆。 5月12日，馬拉坎南宮副發言人華爾蒂（Abigail F. Valte）發表聲明，對於菲律賓海巡署執法時（對台灣漁船非法捕魚行為）發生的這起悲劇事件，對受害漁民家屬表達同情與慰問，也表示該執法船艦的涉案人員目前已被停職並接受調查。另外，馬尼拉經濟文化辦事處駐臺代表白熙禮亦為此事件表達個人的歉意。

#### 三度修改聲明
5月14日晚間6時40分，菲律賓駐臺代表白熙禮返抵臺北，至中華民國外交部會見部長林永樂。白熙禮稍早離開台灣前，先以傳真至電郵方式給中華民國外交部一份非正式聲明（後稱第一版聲明），中華民國行政院院長江宜樺於15日記者會上表示對此版本內容滿意，除了賠償金額尚未明定，內容顯得有誠意地回應了四項要求。然而白熙禮抵台後向中華民國外交部提出第二版本聲明，內容與第一版差距甚大。白熙禮與林永樂經過數個小時的談判，晚間11點前，白熙禮獲得菲律賓政府授權使用接近第一版的第三版聲明。然而白熙禮之後數次以電話與菲律賓國內確認後，又提出了與第二版相似的第四版。此時時間接近晚間12點，白熙禮與林永樂在稍後的15日上午1點召開記者會公佈結果。中華民國總統府在15日上午7時舉行國安會議，會議中官員多不認同前一天晚上的談判結果。會中決議啟動原定三項制裁措施，以及公布另外八項反制措施，由行政院院長江宜樺於上午10時召開國際記者會宣布。
菲律賓政府聲明的不同版本對照表
|          | 第一版                                                  | 第二版                                                | 第三版                                                  | 第四版                                                | 裴瑞茲版                                                    |
| -------- | ------------------------------------------------------- | ----------------------------------------------------- | ------------------------------------------------------- | ----------------------------------------------------- | ----------------------------------------------------------- |
| 正式道歉 | - 有「菲律賓政府」字眼 - 表達「菲國政府之遺憾與道歉」   | - 無「菲律賓政府」字眼 - 表達「菲國人民之遺憾與道歉」 | - 有「菲律賓政府」字眼 - 表達「菲國政府之遺憾與道歉」   | - 有「菲律賓政府」字眼 - 表達「菲國人民之遺憾與道歉」 | - 無「菲律賓政府」字眼 - 表達「菲國總統與人民之遺憾與道歉」 |
| 調查懲兇 | - 將立即展開調查 - 司法部將究責 - 列舉可能刑責          | （無左列三項）                                        | - 將立即展開調查 - 司法部將究責 - 列舉可能刑責          | （無左列三項）                                        | - 已積極展開調查 - 無可能刑責                               |
| 賠償損失 | - 人民捐款 - 違法人員可能須負賠償責任                   | - 人民捐款                                            | - 人民捐款 - 違法人員可能須負賠償責任                   | - 人民捐款                                            | - 經濟援助                                                  |
| 漁業談判 | - 農業部將召集跨部會平台 - 邀請臺灣組成類似平台共同研商 | - 只提相關單位將研商修正類似不幸事件 - 界定為工作層級 | - 農業部將召集跨部會平台 - 邀請臺灣組成類似平台共同研商 | - 只提及將與「對口單位」開會                          | - 無任何表示                                                |

菲律賓政府於72小時期限內對中華民國政府四項要求回應
| 中華民國要求         | 菲律賓回應                                         | 爭議點 |
| -------------------- | -------------------------------------------------- | --- |
| 菲總統府或外交部道歉 | 菲律賓政府書面道歉，沒口頭宣誓。                   | 白熙禮被動重申數日前向洪家表達的歉意，道歉授權層級不明確。僅派菲律賓駐臺辦事處主席裴瑞茲來台，政府代表性及層級不定。 |
| 賠償損失             | 「捐贈」慰問金                                     | 慰問金捐贈意義不同，菲方對賠償金含混其詞。                                                                           |
| 調查事實與嚴懲兇手   | 菲律賓國家調查局調查，臺灣法務部調查局可參與調查。 | 未有具體作法、時程、是否配合臺灣調查人員、由誰主導，尚不可知。                                                       |
| 啟動臺菲漁業協議談判 | 未表達明確時間。                                   | 臺灣要求明定5月底雙方開始會談。                                                                                      |

#### 總統私人代表訪臺灣
在中華民國政府於5月15日上午啟動三項抗議措施及發表八項反制措施後，菲律賓總統艾奎諾三世下午透過總統府發言人表示馬尼拉經濟文化辦事處理事主席裴瑞茲（Amadeo Perez Jr.）當日會抵達臺灣，作為「私人代表」，代表「他（艾奎諾）與菲律賓人民」向臺灣道歉。並且在書面聲明當中提及，臺灣漁民是「不幸且意外」的死亡。
據此，中華民國政府認為菲律賓沒有誠意以「官方」身分正式向臺灣道歉，中華民國外交部於下午2時45分舉行記者會，表明艾奎諾三世私人代表裴瑞茲「授權不足」，當日下午拒絕接見。
裴瑞茲於該日稍早的午後抵達台灣，下午2時45分中華民國外交部宣布拒絕接見。傍晚5時47分，裴瑞茲進入中華民國外交部與亞東太平洋司司長何登煌會晤近一小時後離開。裴瑞茲原訂於16日訪問罹難者家屬，但是家屬告知媒體將拒絕接見。5月16日下午裴瑞茲返回菲律賓前，對於中華民國政府拒見表示，「我願意把我的心掏出來，讓你們看見我的誠意。」並公佈該次訪台帶來的聲明全文：
Statement of Chairman Amadeo Perez
理事主席阿瑪迪歐·裴瑞茲的聲明
Manila Economic and Cultural Office
馬尼拉經濟文化辦事處
In my capacity as the designated personal representative of President Benigno S. Aquino III, I came to convey the President's and the Filipino people's deep regret and apology over the unfortunate and unintended loss of life in the course of a fisheries law enforcement operation on 09 May 2013 by a Philippine Coast Guard/Bureau of Fisheries and Aquatic Resources maritime patrol in waters in the northern Philippines.
以我作為總統艾奎諾三世指定的私人代表所賦予之權限，我來傳達總統和菲律賓人民對一艘菲律賓海巡署／漁業及水產資源局海上巡邏艇於2013年5月9日，在北菲海域一次漁業法令執法作業過程中，造成的不幸和非故意的生命損失，深切的遺憾與歉意。
I also came to convey our readiness to give financial assistance to the family of Mr. Hung as a token of solidarity and as an expression of sympathy by the Filipino people for the demise of Mr. Hung.
我同時來傳達，我們已經準備好提供經濟援助給洪先生的家屬，此援助象徵菲律賓人民的團結，與對洪先生亡逝的同情。
Upon orders from the President, the National Bureau of Investigation (NBI) has already initiated the investigation and is committed to a thorough, exhaustive, impartial and expeditious investigation of the incident. The NBI has given this case the highest priority.
奉總統之命令，國家調查局已經展開調查，致力於徹底、詳盡、公正、迅速地調查此次的意外。國家調查局將此案列為最高優先。
I am grateful for the meeting with Director-General Benjamin Ho of the Ministry of Foreign Affairs last night. We understand the grief and hurt of the family and of the people of Taiwan over this unfortunate loss and we wish to reaffirm the high regard and respect of the people of the Philippines for the people of Taiwan.
我感謝昨晚（譯註：15日）與外交部何登煌司長的會晤。我們理解在這次不幸的損失中，死者家屬與台灣人民的悲傷與所受到的傷害，我們願再次申明菲律賓人民對台灣人民高度的重視與尊敬。

#### 司法調查
臺菲對廣大興槍擊事件看法的岐異
| 中華民國                                                                       |                              | 菲律賓                                                                 |
| ------------------------------------------------------------------------------ | ---------------------------- | ---------------------------------------------------------------------- |
| 中華民國法務部與相關機關16日派員至菲律賓調查。                                 | 共同調查                     | 5月17日證實接獲臺灣提出司法互助申請。                                  |
| 中華民國經濟海域區域內，並未侵入菲國領海，使用廣大興28號航程記錄器證實。       | 槍擊海域                     | 廣大興28號在距班塔延島39浬處。                                         |
| 菲沒有對空鳴槍，並發現52個彈孔。                                               | 對空鳴槍                     | 菲方再三對空鳴槍示警，且對臺灣漁船鳴笛，要求停止捕魚。                 |
| 臺漁船無衝撞痕跡，鑑識人員證實僅有進港摩擦痕跡。                               | 廣大興28號有無衝撞公務船     | 臺船在公務船靠近時設法後退，然後加速往前，幾乎撞到公務船的船尾。       |
| 法務部認定故意殺人，時任總統馬英九認定冷血謀殺。                               | 菲國公務船槍擊漁民洪石成動機 | 為讓臺船停下來，指揮官下令朝台船引擎區開火，卻意外射殺臺灣漁民洪石成。 |
| M14自動步槍、M240通用機槍及M60通用機槍，也不排除其他適用7.62毫米口徑槍枝造成。 | 槍殺洪石成槍枝               | M16突擊步槍、M14自動步槍與白朗寧M2重機槍。                             |

5月16日，馬拉坎南宮發言人陳顯達在記者會上被問及此事時，聲稱他不清楚台灣調查人員來菲是否已取得菲方「同意」，並聲稱，菲律賓國家調查局的直接主管、菲律賓司法部部長德利瑪（Leila de Lima）本人也不知道臺灣政府派人來的消息。另表達：「我們已格外讓步（We have gone the extra mile）。」及「身為國際社會可敬重的成員，我們行事坦蕩與得體。」並堅稱此槍擊事件是發生在菲律賓海域內，請政府不必「安撫」台灣。
5月17日，《馬尼拉公佈欄報》（Manila Bulletin）頭版引述菲律賓海巡署的調查報告，內容指出5月9日兩艘臺灣漁船於巴丹島海域非法捕魚，其中一艘被發現時，激烈拒捕，企圖「撞沉」菲國海巡公務船，菲國海巡不得已才下令射擊對方漁船引擎部位，因而誤殺其船長。
5月17日，菲律賓司法部部長德利瑪表示，不同意與臺灣聯合調查，臺灣只可以以「平行進行調查」的方式進行，且不可審問當事人，直指這是主權的問題。
5月18日，《菲律賓星報》（The Philippine Star）和《馬尼拉公佈欄報》皆有報導關於「海巡可能違反交戰守則（rules of engagement）」之新聞，報導中引述參與調查的不具名官員稱，雖然海巡可能是出於自衛才開槍，但問題是「立即開槍的作法是否適當？海巡的交戰守則作何規範？」。菲律賓星報引述另一名匿名官員的說法：「如果國家調查局發現海巡人員有過失，他們須為行為負責，但如果海巡人員的衝撞說法屬實，則他們會還以清白」。
5月22日，德利瑪於菲律賓司法部，回答等待多時的媒體記者訪問，當被問及是否看過事發錄影資料時，答稱已經看過：「它很具揭示性。（It's very revealing.）」，並稱對還原事件真相很有幫助。她不願透露錄影內容，但仍堅稱事件發生在菲律賓海域。
6月8日，《馬尼拉公佈欄報》報導稱，根據菲律賓國家調查局消息來源指出，國家調查局專家懷疑菲律賓海岸警衛隊交給國家調查局的事發當時錄影有經過剪輯，部份場景有拼接痕跡。海巡署發言人巴里羅對此消息拒絕表示意見。

## 事件結果
8月7日下午，菲律賓及中華民國分別公布各自的調查報告，中華民國臺灣屏東地方檢察署決議依殺人罪起訴將涉案的菲國巡邏艦 MCS-3001 指揮官 Arnold Dela Cruz y Enrique 等8人。菲國報告決議以殺人罪起訴8名海巡署人員，並以妨礙司法公正罪起訴未開槍的4名海巡署人員。
8月8日，馬尼拉經濟文化辦事處（MECO）理事主席培瑞斯搭機抵台並前往屏東，正式代表菲律賓總統艾奎諾三世對於「廣大興28號」事件向洪石成家屬致歉並交付道歉函，就洪家痛失親人的不幸表達菲律賓總統及人民深切遺憾與歉意（deep regret and apology）。
同日晚上，中華民國外交部部長林永樂宣布，菲律賓已正面回應臺灣提出的道歉、賠償、懲凶、漁業協議四大訴求，政府即日起解除對菲11項制裁措施。
2014年1月8日，中華民國臺灣屏東地方法院開庭，被告德拉克魯茲（Dela Cruz Y Enriquez）等8人經傳喚未到。2月27日屏東地院發布8名被告通緝，通緝期為37年6月，迄2014年5月8日。3月，被害者家屬洪慈綪受訪表示，前一年8月至今僅被通知至菲國開庭一次，目前菲國仍尚未起訴。此外洪慈綪也表示事件發生後台灣政府派出軍艦護漁的行動可能已沒有在進行，希望台灣政府對菲國偵辦進度與巴士海峽護漁作業更積極。中華民國立法委員蕭美琴表示，外交系統應確認菲國迄今未起訴屬該國司法常態，亦或在偵辦上有意拖延。屏東地檢署檢察長林慶宗表示認為菲國拖延意味濃厚。
3月18日，菲律賓司法部公布裁定決議書，確定以「殺人罪」（homicide）起訴八名菲國海巡人員，德拉克魯茲和另一海巡人員試圖呈交不實槍彈報告，亦將另以「妨礙司法公正罪」起訴；若菲國法院判決有罪，八人將被處以12年至21年徒刑。決議書提到，沒有證據顯示廣大興28號在追逐過程中，對八名海巡造成立即或重大威脅，被告主張的自衛說法並不成立；廣大興號意圖逃逸亦不足以構成執法人員使用致命武力的理由，海巡隊員執法過當。中華民國法務部長羅瑩雪表示，雖然「好像覺得慢了一點」，但畢竟結果最重要。屏東地檢署檢察長林慶宗表示，八名菲國人員案發後企圖滅證、提供不實數據，屏檢認同菲國檢方追加妨礙司法罪起訴。被害人家屬洪慈綪表示：「感到欣慰，原本不抱期望。」中華民國外交部長林永樂表示，台菲已舉行兩次漁業會談，達成與確認海上執法避免使用武力及暴力、建立緊急通報機制及完備迅速釋放機制等共識，並繼續協商簽署「台菲漁業事務執法合作協定」。
2019年9月18日，八名涉案海巡人員被判殺人罪名成立，获刑8至14年又8个月，并处5万披索民事赔偿和5万披索道德赔偿（約合新台幣6萬元）。

## 後續事件及影響
2013年8月6日，廣大興28號經過案發三個月後，重新出航
。
2013年9月3日下午，臺灣恆春漁民蔡波獨駕一艘膠筏，在菲國巴丹群島的迪特蘭島（Ditarem）離岸約40公尺內水域撈捕龍蝦被捕，面臨涉嫌非法入境與盜漁兩項刑事控訴。蔡波告訴妻子被菲國海警沒收漁獲，抽光船油，沒收手機，透過菲籍友人與海警溝通才取回手機。報導另稱菲國海警只供蔡波冷水與泡麵食用，有違國際慣例。由於菲國海警錄有證據，且罪證確鑿，蔡面臨5萬美元（約150萬元臺幣）罰鍰、冗長刑事訴訟與坐牢。經中華民國駐菲代表處交涉後，由代表王樂生與職員代墊5萬美元罰鍰，11日上午11時30分蔡波駕膠筏離菲返臺。菲官員表示，此為單一個案，不能援引為例，籲臺漁業機關加強宣導、漁民遵守菲國法律。
2014年5月9日，適逢命案周年，洪家大姊洪慈綪宣布以無黨籍身份參選縣議員，誓為漁民發聲。雖然其後順利當選，但因議員任內發生「琉球鄉納骨堂」弊案，導致2018年連任失利，只做一任。

## 兩國當事政府與民間的反應

### 中華民國

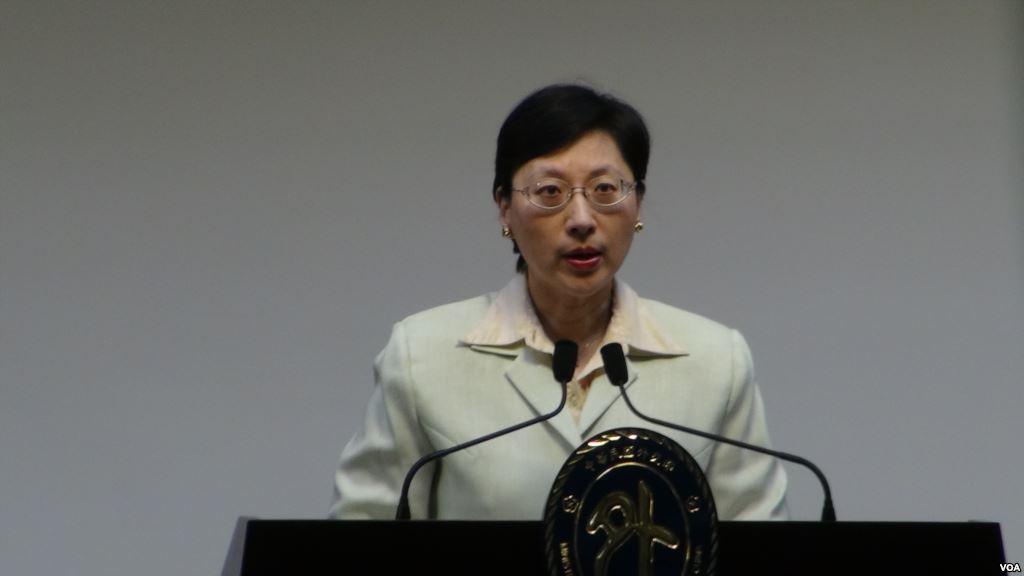
外交部發言人高安5月21日説明司法調查進展

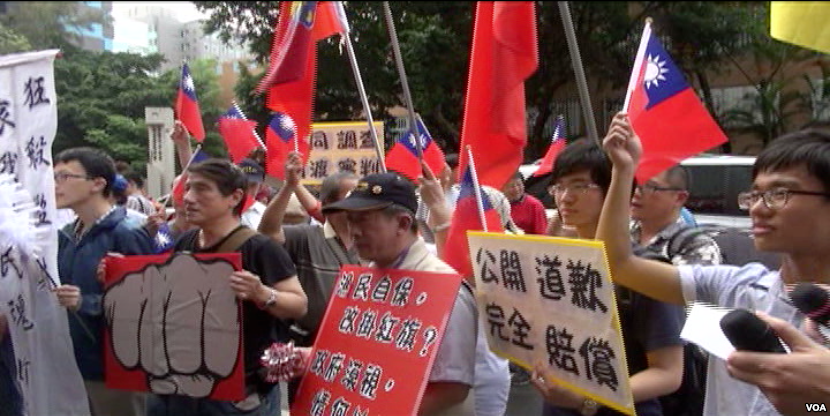
5月14日，台湾民众集会抗议菲律宾射杀台湾渔民

與此次事件密切相關的臺灣漁業界在事件發生後，紛紛對於菲律賓政府的舉動以及事後處理方式感到不滿。中華民國全國漁會集結臺灣漁民至馬尼拉經濟文化辦事處前抗議，臺灣各地漁民亦有焚燒菲律賓國旗以示抗議的舉動。
事件發生後，臺灣社會群情譁然，輿論傾向應強硬對待菲律賓，並採取一定程度之制裁措施。民間主動響應中華民國政府反制手段：部分民眾退訂赴菲律賓的旅遊行程、拒絕菲律賓勞工來台、拒絕購買菲律賓進口產品，甚至有主張應對菲律賓宣戰者。憤怒的聲音除了針對菲律賓，亦有針對中華民國政府者：罹難者家屬質疑政府在第一時間拒絕派遣直昇機救援，亦有民眾質疑政府是否能堅持採取措施，避免未來再度發生類似事件。於此同時，臺灣社會也呼籲民眾要自主控制，不要將對於菲律賓政府的不滿，轉嫁於在台工作的菲律賓勞工身上，要以同理心看待在台處於弱勢的菲律賓人民。
5月14日，台北市商業會舉行第十五屆第十二次理監事聯席會議，會中提案『菲律賓漁政船對我國漁船進行獵殺、屠殺劣行一案，已嚴重戕害國家尊嚴及政府威信，建議政府應速向菲律賓政府採取各項制裁作為』，獲得理事長王令麟與出席理監事一致通過。王令麟強調，台北市商業會堅定支持政府採取的各項制裁作為，並希望馬英九總統在這個事件上必須採取強硬態度，要求各部會積極研商跨部會制裁行動，務必向菲律賓政府施壓力爭，以保障中華民國漁權及漁民的安全。
5月15日，廣達電腦董事長林百里指出，台灣對菲律賓的經濟貢獻較多，動用軍事力量解決並不是好方法，用經濟制裁他們應該比較聰明。林百里說，台灣要是只為了逞一時之氣前往菲律賓放兩槍，放完也不見得會有效果，全台應該團結起來，不到菲國消費，這樣才能有更好的效果。
5月15日，雄獅旅行社董事長王文傑表示，企業一定跟著國家及政府政策走，全力支持，況且菲律賓一向不是臺灣人出境的大站，「只是個小站」，不會有影響，即使有，也只是被蚊子叮一下，沒什麼了不起。
5月16日，遠東集團董事長徐旭東表示，支持行政院長江宜樺於15日晚間國際記者會所宣布，立即啟動對菲律賓的第2波8項反制措施，包括發布菲律賓旅遊警示燈號為「紅色」，不鼓勵赴菲律賓旅遊或洽公、停止台菲雙邊高層交流與互動等政策。徐旭東強調，政府對菲律賓做出一些行動，看到台灣人民團結的力量，感覺非常好。
5月16日，外勞仲介業者東南亞集團總經理陳美星表示，對於臺灣與菲國關係交惡一事深感遺憾，針對政府決定，身為業者會全力配合。但此一事件乃菲國政府的過錯，不應責難無關的菲勞與聘請菲勞的雇主，希望政府能審慎考量及規劃。因此，再次強調兩點訴求：一、加速開放其他替代人力來源國；二、確保目前在臺菲勞工作權益及已核件未入境的菲勞後續流程，並規劃因應配套措施。。
5月16日，基隆市議會緊急動議建議基隆市政府斷絕菲律賓姐妹市關係，議長黃景泰宣布停會一天，抗議菲國態度蠻橫。基隆市長張通榮隨即宣布自即日起斷絕基隆市與菲國納卯市及描戈律市的姐妹市關係，並表示支持中央保護漁民權益、加強護漁工作的作法，同時責成基隆市政府社會處不再進用菲國勞工。
5月21日（當地時間），葡萄牙僑界代表就廣大興28號事件咸認此一不幸事件絕非菲律賓政府所言「非蓄意」行動，且本案發生在中華民國專屬經濟海域，菲國公務船蓄意殺人行為違反《聯合國海洋法公約》及國際海洋法仲裁法庭判例。僑界代表（計有僑團負責人及僑界領袖十餘人參加）一致決議會後發表共同聲明，堅定支持中華民國政府就廣大興28號事件對菲律賓祭出制裁並要求菲國正式道歉、懲凶、賠償及保證不再發生類似事件之立場，並由葡萄牙台灣商會將聲明遞交菲國駐葡大使，以敦促菲國政府正視本案、積極回應中華民國政府的要求。
5月24日，馬來西亞留台校友會聯合總會正式發表聲明，譴責菲律賓公務船執法人員以自動武器向台灣無武裝漁船廣大興28號開火，並指責這是令人無法接受的暴行，這種行為絕無法見容於國際社會。
臺灣政界對此次事件均表達對菲律賓的譴責。民主進步黨主席蘇貞昌表示，在野黨支持政府護漁、究責的作法；前主席蔡英文表示，政府應嚴正要求菲國即刻進行司法調查，在最短期間內明確追究責任，給予受害家屬合理的慰撫與賠償，並針對雙方的漁權與人身、財產安全議題與菲國進行協商談判。立法院外交及國防委員會委員蔡煌瑯表示，政府應立即展開經濟制裁，並宣佈臺灣暫訂執法線為200浬。 台灣團結聯盟立法院黨團總召林世嘉表示，此事突顯外交休兵政策的副作用，外交部應嚴正要求追緝凶手並追究責任，積極處理台菲漁權爭議，談判過程不可自失主權立場，漁民生存權的捍衛不可退讓。 親民黨立法院黨團總召李桐豪表示，菲律賓行為已形同海盜，政府應以軍隊為後盾派出海巡護漁，採取限制菲勞、列為紅色旅遊警示區等經濟制裁措施，及必要的軍事行動。新党青年委员会组织民众聚集菲律宾驻華代表處前抗议，宣读《对菲律宾政府的公开抗议信》和《对马总统具体作为的呼吁》，要求政府考虑与中国大陆联手与菲律宾交涉。
另外，由於菲律賓在此次事件發生後，始終堅持不道歉，並稱此為「意外」事件，僅對事件表達遺憾。台灣網友發起「鍵盤開戰行動」的網路戰，以癱瘓菲律賓政府網站的方式表達抗議。5月13日，匿名者組織入侵菲律賓政府網站，要求菲律賓道歉；該組織並於該日凌晨侵入菲律賓DNS伺服器，一度造成菲律賓三分之二的政府網站癱瘓，甚至還有駭客高手打開後臺管理許可權，上傳各種千奇百怪的檔案，甚至將堂堂菲律賓政府官方網站，變成免費的遠端A片儲存空間。
為避免在台工作菲勞受到此次事件影響，外交部與勞委會（現勞動部）於5月19日主動出面接觸在台菲勞，前往菲籍人士聚集禮拜的天主教教堂，除表達中華民國政府的關懷外，也向他們說明：此一事件目前是由雙方政府交涉處理，絕對不是針對菲國的無辜民眾，希望這些菲籍人士都能安心在台灣工作與生活。
5月25日，璩美鳳率領「十二金釵」穿喪服在馬拉坎南宮抗議，要求艾奎諾三世為此次事件代表菲律賓政府道歉，被菲律賓警察沿路驅離。
5月26日，公益平臺文化基金會董事長嚴長壽、雲門舞集創辦人林懷民等人共同發起「友善台灣」活動，盼台灣民間能平等對待在台菲籍人士，勿將對菲國政府的不滿轉移到這些菲籍人士身上；同時並感謝在台菲籍勞工對台灣的貢獻。
5月28日，中華民國籃球協會證實，考慮到安全問題，預定於7月6日舉辦的第三十五屆威廉瓊斯盃籃球賽未邀請菲律賓國家代表隊參加。
6月26日為此次事件罹難者洪石成過世第49天，依照台灣習俗為「滿七」；但兩岸服務業貿易協議簽署在台灣引發爭議，加上土耳其男子王凱傑連續性侵案成為輿論焦點，台灣媒體均未採訪死者家屬。
6月29日，屏東縣政府觀光傳播處處長鄞鳳蘭表示，此次事件後，有人認為，由於屏東黑鮪魚文化觀光季的「第一鮪拍賣會」太成功，導致菲律賓人誤以為「台灣漁民賺了很多錢」而想盡辦法勒索台灣漁民；因此屏東縣政府擬取消次年（2014年）屏東黑鮪魚文化觀光季的第一鮪拍賣會，但必須到7月底才會決定是否取消。鄞鳳蘭表示，第一鮪拍賣會是屏東黑鮪魚文化觀光季的開鑼重頭戲，但近幾年黑鮪魚捕獲量少，加上出海成本提高，漁民出海捕黑鮪魚的意願開始降低；屏東黑鮪魚文化觀光季從2001年舉辦至今，黑鮪魚捕獲量從一萬多尾掉到500至600尾，再不轉型就會彈性疲乏，「如果第一鮪拍賣停辦，廣大興28號漁船事件只是臨門一腳。」
6月至7月4日，由於台菲雙方對事件的調查尚未獲得共識，台灣持續凍結菲律賓勞工，許多有立即性人力需求的製造業雇主紛紛轉單至印尼。而印尼勞工在外籍監護工部分佔將近八成的比率，使得原本需求就相當大的印尼勞工更為吃緊。中華民國駐印尼代表處將原本每日收件量，由300件逐步提升至將近400件，以因應增加的印勞需求。

### 菲律賓

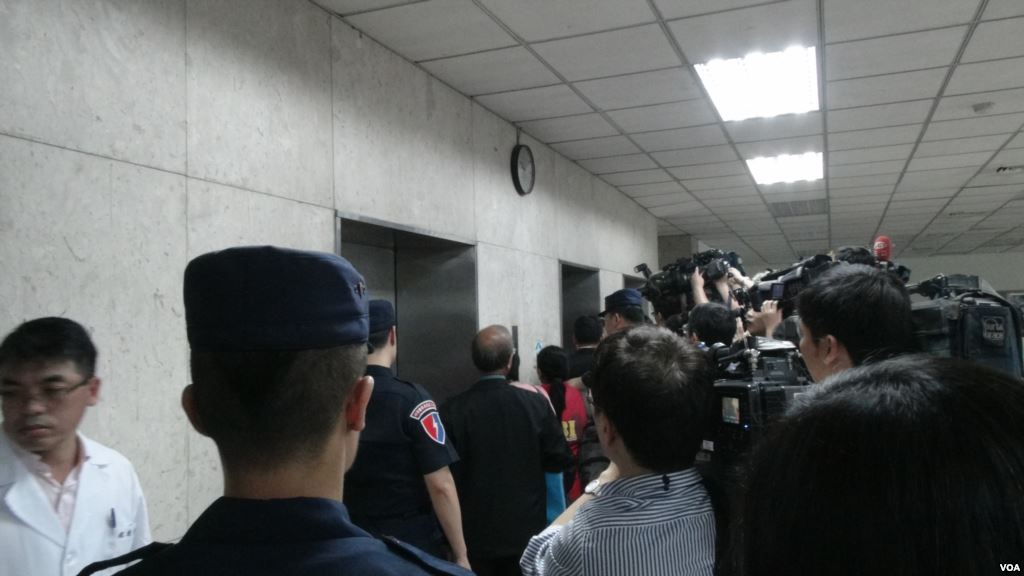
菲律賓調查團來到位於台北的刑事警察局

事件發生後，台灣媒體訪問甫抵台灣的菲律賓勞工，受訪者均對於事件沒有特殊看法，也大多表示對事件不瞭解。但是在菲律賓，有部分菲律賓人網路使用者發表認為菲律賓政府所採取的措施並無不當的言論，係台灣漁民過界捕撈漁產才使菲律賓海巡署發動攻擊，導致了此次的事件發生，台灣漁民自身也必須負責。亦有部分菲律賓民眾認為菲律賓的執法有過當之虞，並質疑菲律賓海巡署稱中華民國漁船主動衝撞巡防艦的說法是謊言。
根據中華民國行政院表示，漁船事件後菲律賓民間對於中華民國採取的強硬制裁措施不滿，亦有駭客陸續對中華民國政府和民間網站攻擊的情形。
5月16日，菲律賓最大的媒體集團《ABS-CBN》以台灣的炮艦外交為題，描述多架幻象戰機飛越巴士海峽，回應菲律賓海警防衛隊殺害台灣漁民的行為。
5月22日，菲律賓總統府（馬拉坎南宮）副發言人華爾蒂（Abigail Valte）在國營DZRB廣播電台表示，菲律賓與台灣之間的緊張關係，已出現緩和跡象。華爾地說，「就目前我們所看到的，緊張情勢略有緩和。」其補充說道，「總統談話被台灣人接受，他們承諾不會讓在台菲人受傷害，這對我們來說是個好消息。」
5月22日，菲律賓國家警察隊發言人塞波（Generoso Cerbo Jr.）今天在向媒體記者表示，在菲台外交關係緊張之際，警方將會保護台灣遊客及其他旅菲外國人的安全。他表示，如果外國遊客在菲律賓受到任何騷擾或威脅，可以向各觀光景點的遊客協助中心報案求助，警方將迅速回應。塞波說：「所有在菲律賓的外國人都是我們的保護對象，包括來自台灣的兄弟。」
5月23日，菲律賓媒體DWFM廣播電台於晚間引述農業部長艾卡拉（Proceso Alcala）的話報導，台灣與菲律賓將籌組技術工作小組，最快可能在6月就洽簽漁業合作協議一事，展開初步工作會議，以確定包括漁業合作在內的主要議題。艾卡拉說，「工作小組會議可能會在6月舉行，但7月會比較好，因為屆時廣大興28號漁船遭射擊事件應該已經降溫。」並稱，就目前而言，雙方最好不要倉促行事，因為局勢依然敏感。
5月24日，菲律賓主流英文報紙之一《菲律賓每日詢問報》引述在台灣屏東東港工作的菲籍漁工Manasa（Antonio Manasa）說，洪石成對東港的菲籍漁工很好，「把我們當成兒子看待」，更曾送金項鍊和一個大紅包當菲漁工兒子結婚賀禮。而在事件之後，菲籍漁工也未受到暴力威脅。
5月28日，菲律賓觀光部公布報告，5月20日至6月30日，台灣往來長灘島的菲律賓卡利波國際機場的包機，由於台灣因此事件取消飯店訂房與包機的影響，使該機場至少取消43班班機，讓當地每個月虧損約450萬美元。
5月29日，菲律賓航空公司之一的宿霧太平洋航空宣佈，因台菲關係緊張，原定7月由宿霧直飛台北的新航線無限期延後。

## 其它反應

### 香港
5月11日，香港民主陣線、神州青年服務社、麥業成等友台者率先到菲律賓駐港領事館抗議。
5月13日香港中共外圍組織新界社團聯會、漁民團體聯會及農業聯合會成員、香港立法會議員兼新界社團聯會會長梁志祥在菲律宾驻香港总领事馆門前示威抗議。香港親台團體港九工团联合总会會長亦率領成員前往菲律賓駐港領事館遞交抗議信。。
5月16日馬尼拉人質事件遇難者謝廷駿的兄長謝志堅指出，對比臺灣政府為死難者出頭的強硬態度，中共卻由始至終漠視人質慘劇受害人的訴求，令她深感失望，以粵語指出：「人家臺灣政府用三天時間，就做到我們政府做三年、甚至三十年都做不到的事，很諷刺。我看不到香港政府和內地政府有做到捍衛人民利益的事，只懂得抓維權人士去坐牢。」批評艾奎諾三世自始至終從未就人質慘劇向香港人道歉，香港政府做到極致的，只是無限期地將菲律賓列為黑色外遊警示國家。
5月20日早上香港社團聯會總會及同鄉會聯合總會等逾50人在菲律賓駐香港總領事館門前抗議，要求菲律賓就槍殺臺灣漁民事件道歉及賠償，並且嚴懲兇手。香港社團聯合總會主席陳定忠表示，對事件感到相當憤怒，希望香港政府介入跟進，又批評菲律賓政府處理事件的手法不當。

### 美国
美國國務院於5月11日就台灣漁船遭菲律賓公務船掃射事件表示「敦促各方確保海上航行的安全及節制行動」，避免升高區域緊張情勢，以免影響外交斡旋空間與和平手段解決爭議的機會，並希望菲律賓就此起意外事件進行全面性及透明的調查，與臺灣當局合作瞭解事件真相。
5月13日，新任發言人柏莎琪證實美國政府已與臺、菲雙方聯繫，並敦促雙方確保海事安全，避免挑釁行為。她重申美國「對這位漁民死亡的悲劇感到遺憾」，並表示當然不縱容射殺漁民的行為。
5月15日，眾議院外交委員會「亞太小組」主席史蒂夫·夏波與民主黨美屬薩摩亞之資深聯邦眾議院代表法里歐馬維加共同發表聲明指責菲國公務船的行為「違反國際法」，呼籲菲國政府對臺灣道歉、懲兇，並基於人道立場提供受害者家屬適當的賠償。
聯邦眾議員班提法利歐（Kerry Bentivolio）兩度致函「菲律賓駐美大使」，關切菲律賓回應臺灣之進度。5月17日，班提法利歐致函予菲駐美大使庫西亞（Jose Cuisia），但因對菲國回應不甚滿意，於5月23日再度致函關切。信函裡強調，他不願意見到南海紛爭頻繁，希望菲律賓政府儘速回應臺灣政府各項要求。
5月19日，眾議院外交委員會主席羅伊斯（Ed Royce）強調：「菲律賓政府應該為這起攻擊作出道歉，這起攻擊明顯的涉及無法自衛的漁民。」他表示：「我身為外交委員會主席，我相信美國政府應該試圖介入，然後表示不該再有暴力，停止使用暴力，尤其是面對沒有武裝的漁民，這是不適當的，應該要道歉。」另一方面，美國華裔聯邦眾議員、「亞太裔議員連線」主席趙美心亦公開譴責暴力：「很不幸的是有人被殺了，我的關心與他們同在。有人在漁場被殺了，這不是好的事，這非常非常不幸。」
5月24日，聯邦眾議員費倫侯（Blake Farenthold）針對廣大興28號事件發表正式國會聲明（此聲明已正式列入美國國會大會紀錄）。聲明中除對遭槍擊身亡的洪石成的家屬與親友表達哀悼之意，並同時呼籲菲律賓應誠摯回應中華民國政府所提之道歉、懲凶及對罹難者家屬賠償與進行臺菲雙方漁業協議談判之要求。
聯邦眾議院「國會臺灣連線」共同主席迪馬里（Mario Diaz-Balart）發表聲明，對遭菲國公務船槍殺致使漁民洪石成被擊斃表示哀悼，並期望這起不幸事件能促成臺菲雙方展開漁業協議談判，防止類似悲劇重演。
5月24日，共和黨籍聯邦眾議員羅斯（Dennis A. Ross）致函菲國駐美大使，其信函「譴責」菲律賓政府在本次事件之行徑是暴力行為，且有「違反國際法」之虞。並呼籲菲律賓政府儘速回應中華民國政府所提之四要求（道歉、懲凶、賠償、漁業協議談判），以解決此糾紛。

### 欧盟
歐盟外交與安全政策高級代表凯瑟琳·阿什顿辦公室對事件表示關切可能影響區域穩定的任何緊張情勢，強調並呼籲當事方克制與審慎。波蘭籍的歐洲議會議員卡明斯基向艾希頓提出質詢指出臺灣在領土爭議上採取的做法一向都很負責穩健，菲律賓船艦對台灣無武裝漁船開火，不僅造成悲劇，也提高區域緊張。英國籍的歐洲議會友台小組主席譚諾克於5月17日發布聲明，「強烈譴責」在台菲爭議海域針對無武裝台灣漁船的攻擊事件，造成65歲台灣漁民洪石成遭射殺，「對無武裝漁船使用致命武力絕不合理」。同日，波蘭籍歐洲議會議員卡明斯基再度表示，菲國只有官方道歉、提供適當賠償、將負責人送審，菲國才能解決海巡造成的不正當攻擊事件，並證明自己是負責任的國際社會一員，這對確保未來不會再發生類似事件，也是不可或缺的做法。

### 西班牙
5月23日，西班牙-台灣國會議員友好協會主席巴紐（Paco Vano Ferre）對台灣廣大興28號漁船遭菲律賓公務船槍擊事件表示，他認為，任何因侵犯人權而產生的衝突等這類事件當中，無論任何國家，最好的解決方式是雙方政府應釋出對話的意願，並透過對話達成協議與共識。菲律賓政府應釋出誠意與台灣對話，給予合理交代，盡快平息事件。他強調，台灣向來善於以積極正面方式透過對話與各方達成協議，他相信這次的事件雙方應該理性達成共識，讓事件盡早落幕。

### 
5月23日，澳洲新南威爾斯公平交易廳廳長兼新南威爾斯州議會友台小組主席羅伯茲（Anthony Roberts）在友台小組成立茶會上，對於台灣漁民遭菲律賓公務船射殺事件，引起台菲兩國外交糾紛發表看法。他說，台灣堅持對整起事件進行完整調查並無不合理之處，菲國政府應將調查過程透明化，他建議可尋求國際法來解決爭端。此外，羅伯茲特別向洪石成的家屬表達深切哀悼，並再次強調應全面調查以慰死者家屬，讓這起不幸事件水落石出。

### 越南
中華民國中央通訊社報導稱，一位不願具名的越南高層官員5月16日接受採訪時表示，目前為止的事件發展情況對解決問題沒有幫助，反而是擴大事態，嚴重影響台菲雙方利益和關係。菲國總統已派個人代表到台灣表達歉意，一般國際慣例是可以接受的，如果台方不接受可以表達，提出其它要求；現在雙方關係很緊張，彼此派駐代表都已離境，後續工作確實很難處理和收尾，即使雙方想下台也很難，這已嚴重影響雙方直接和間接的利益。

### 印度尼西亞
印尼海事暨漁業部海洋資源監督暨控制署署長夏荷林（Syahrin Abdurrahman）於5月16日對於台灣漁船廣大興28號遭菲律賓公務船射擊事件向台灣中央通訊社記者表示，外交手段是解決衝突的方式，但若菲律賓公務船人員未遵守《聯合國海洋法公約》規定，台灣官方應把這起案件訴諸海牙國際法庭。

### 中华人民共和国
中华人民共和国政府对此表示严重关切，外交部發言人華春瑩及国台办發言人杨毅谴责菲律賓公務船开枪射杀台湾渔民是一種“野蛮行径”，敦促菲方應該立即進行調查，儘快作出說明。
5月18日國臺辦主任張志軍在江蘇昆山調研時，針對有記者詢問國臺辦對菲律賓公務船射殺台灣漁民一事未來發展持何態度，張志軍表示，國臺辦發言人及他本人已多次表明立場及要求，將繼續密切關注事態發展。
2019年9月18日嫌犯获罪后，中国大陆新闻广泛报道。

### 國際媒體報導
由於臺灣與菲律賓同為美國在環太平洋非正式與正式的盟邦，而中華民國政府召回駐菲律賓代表的大動作，引起國際媒體關注。例如美國《基督科學箴言報》5月14日以「為了被殺的漁民爭論使兩盟邦關係緊繃」為題報導，引用美國蘭德公司的副政治學家史考特·哈羅德（Scott Harold）說法：「台灣一面卯上美國的盟邦，同時接受北京的示好。」，以及美國政治顧問公司帕克戰略（Park Strategies）的資深副總裁尚恩·金恩（Sean King）說法“菲律賓人會認為對台北讓步就是對北京讓步。”
瑞士《日內瓦論壇報》（Tribune de Geneve）在世界要聞版中報導台菲關係因5月9日發生的廣大興28號槍擊事件而陷入緊張，也為南海海域帶來動盪。台灣方面日前因菲方延遲反應，採取暫停簽證優惠待遇等措施。報導說，台灣方面公開漁船船身有50多個彈孔的照片，質疑這是菲方「蓄意殺人」；菲方則宣稱台灣漁船在菲國海域意圖衝撞菲國公務船才開槍。
《紐約時報》以《台菲危機中台灣反應失當嗎？》為题報導称，中國在南海和東海問題上表現出好鬥的外交和軍事行為，導致中國與日本、越南和菲律賓等國經常陷入對峙局面，這些國家也對爭議海域和島嶼提出主權要求，但台灣（和中國大陸一樣，台灣也對同樣的海域和島嶼提出基於歷史的主權要求）與菲律賓最近發生的爭紛，卻有點讓人吃驚，台灣被指責是「大漢沙文主義」，而該地區人們通常認為台灣是「一個中國政策」的受害者。中國稱台灣是其脫離出去的省份，並在最近幾十年中把台灣擠出大多數國際機構，讓台灣在國際社會處於孤立地位。
評論人士菲利普·鮑林（Philip Bowring）在《南華早報》上寫道，「現在輪到台灣展示民族主義怒火了，其目標就是菲律賓。」「台北的反應看來不只是當地人對軟弱的馬英九總統施加政治壓力的結果，也與該島的國民黨政府表現其主權渴望有關，在維護臺灣海上主權問題上，其積極程度至少與北京不相上下。對釣魚島問題也是如此。」
J·邁克爾·科爾（J. Michael Cole）在《外交官》（The Diplomat）上撰文表示台灣對事件的處理不當。僵局的首要原因在於「台北讓自己被台灣島內的憤怒情緒所挾持，手無寸鐵的台灣漁民被殺一事讓台灣人民憤慨不已（但是我們卻發現到，2006年的類似事件到現在還未得到解決）」，科爾寫道，支持率很低的台灣總統馬英九試圖「乘機利用內部的民族主義浪潮，這股浪潮幾乎自發地席捲了整個台灣」。
美國《華盛頓郵報》專欄作家瑟查克（Vance Serchuck）發表「歐巴馬對台沉默，掩飾台灣在亞洲重要性」長篇專文。該文指出台灣位於第一島鏈中樞的重要戰略地理位置，歐巴馬政府在重返亞洲之際，不該對台灣保持沉默。瑟查克在文中建議歐巴馬政府對台灣應以更積極的態度去強化美國台灣雙方間的合作。
日本《外交家網路雜誌》（The Diplomat）刊登前美國聯邦眾議院外交事務委員會亞太事務幕僚郝德平（Dennis Halpin）以「菲律賓實為台菲危機惡化的始作俑者」（Actually, it was Philippines that Bungled the Crisis with Taiwan）為標題之專文，文中指出在台菲雙方調查結果出爐前，菲律賓就先將此事定性為「非蓄意生命損失」，讓人質疑其公信力。

## 相關
- 2013年拿篤衝突
- 臺菲漁業衝突
- 便當文事件
- 東聖吉16號事件
- 2024年金門漁船翻覆事件
- 2024年澎湖籍漁船於對岸管轄海域捕撈遭海警強制查扣事件

## 外部連結
- 鄭宇欽，從台菲漁業與執法衝突事件曝光看政府外交與情報積病 [永久]
- 廣大興28號漁船射擊方向俯視及後視 （页面存档备份，存于）示意圖
- 廣大興28號漁船左舷前段 （页面存档备份，存于）、左舷後段 （页面存档备份，存于）、周圍 （页面存档备份，存于）、船頭 （页面存档备份，存于）、船尾 （页面存档备份，存于）彈著點示意圖
- The Economist（經濟學人）：Sea of trouble （页面存档备份，存于）
- The Guardian（衛報） Editorial：South China Sea dispute: Taiwan flexes its muscles
- Ministry of Foreign Affairs, Republic of China（Taiwan）：The truth about the attack on Taiwan fishing boat （页面存档备份，存于）
- 《蘋果動新聞》：廣大興28號漁船事件始末---英語版（Truth about the Taiwanese Fishing Boat Shooting） （页面存档备份，存于）
- 《商業周刊》第1331期：血汗黑鮪魚 台菲海洋戰爭真相 （页面存档备份，存于）
- 台湾渔船遭菲律宾公务船扫射 （页面存档备份，存于）
- 《海峽國際網》台灣軍艦護漁 調整南海防衛戰略